# Списак епизода серије Луд, збуњен, нормалан
Луд, збуњен, нормалан је босанскохерцеговачка хумористичка ТВ серија, која је емитована од 2007. до 2021. године у продукцији ФИСТ-а. Редитељ серије је Елмир Јукић, а сценариста Феђа Исовић.
Серија Луд, збуњен, нормалан броји 12 сезона и 309 епизода. У плану је била 13. и 14. сезона, али након смрти глумца Мустафе Надаревића, објављена је информација како неће настављати са снимањем нових епизода.

## Преглед
| Сезона | Сезона | Епизоде | Епизоде | Оригинално емитовање | Оригинално емитовање |
| Сезона | Сезона | Епизоде | Епизоде | Премијера            | Финале               |
| ------ | ------ | ------- | ------- | -------------------- | -------------------- |
|        | 1.     | 40      | 40      | 2. септембар 2007.   | 1. јун 2008.         |
|        | 2.     | 32      | 32      | 7. септембар 2008.   | 12. април 2009.      |
|        | 3.     | 24      | 24      | 1. јануар 2010.      | 13. јун 2010.        |
|        | 4.     | 24      | 24      | 2. јануар 2011.      | 26. јун 2011.        |
|        | 5.     | 24      | 24      | 29. јануар 2012.     | 7. април 2013.       |
|        | 6.     | 24      | 24      | 3. новембар 2014.    | 1. април 2015.       |
|        | 7.     | 24      | 24      | 5. април 2015.       | 10. мај 2015.        |
|        | 8.     | 24      | 24      | 15. мај 2015.        | 2. новембар 2015.    |
|        | 9.     | 24      | 24      | 3. новембар 2015.    | 25. јун 2016.        |
|        | 10.    | 24      | 24      | 26. јун 2016.        | 19. јул 2016.        |
|        | 11.    | 36      | 36      | 17. фебруар 2020.    | 21. јул 2021.        |
|        | 12.    | 9       | 9       | 10. септембар 2021.  | 10. новембар 2021.   |

## Епизоде

### 1. сезона (2007−2008)
| Бр. еп. (у серији) | Бр. еп. (у сезони) | Датум емитовања     | ТВ емитер | Назив                               | Сиже |
| ------------------ | ------------------ | ------------------- | --------- | ----------------------------------- | --- |
| 1                  | 1                  | 2. септембар 2007.  | ФТВ (БиХ) | Опћа забуна                         | У породици Фазлиновић настаје тотална пометња када Изет из унукове торбе извуче видео касету са геј-порнићем, која је ту доспела грешком раднице у видеотеци. У студио Акорд долази 56-годишња фолк звезда Нагиб са жељом да сними нови албум. Међутим, Фазлиновићи су заокупљени својим проблемом, а Нагиб губи живце узалудно чекајући. |
| 2                  | 2                  | 9. септембар 2007.  | ФТВ (БиХ) | Црни фонд                           | У покушају да обогати кућни буџет, Изет тајно даје оглас да изнајмљује собу са купатилом. Фарук се свим силама бори против тога, све док на врата Фазлиновића не покуца шармантна 33-годишњa студенткиња из провинције. У студију Акорд влада узбуђење и ишчекивање, јер долази 46-годишњa Северина. Међутим, када тонац Дино, дебео и увек гладан, пролије сок по миксети, све наде падају у воду, а Фарук ради све како би набавио нову опрему.              |
| 3                  | 3                  | 16. септембар 2007. | ФТВ (БиХ) | Наркоманска посла                   | Изет је у новом искушењу, јер покушава престати пушити што му тешко полази за руком. Када у очајничкој потрази за цигаретом случајно запали џоинт, сви у кући су затечени његовим чудним понашањем. Ивана нема среће у љубави и због тога је несрећна. У намери да јој помогне, Фарук јој намешта рођака Самира, али сусрет се завршава катастрофом. |
| 4                  | 4                  | 23. септембар 2007. | ФТВ (БиХ) | Проблеми са столицом                | Ивану и даље прате проблеми. Сумња да је трудна и поверава се Фаруку, али не жели да то ико сазна. Међутим, у кафићу Сан Ремо ништа не може остати тајна. Дино, све погрешно схвата и у кафићу настаје потпуна збрка. Изет има проблема са столицом, а Шефика му кува чудотворну супу од сушене камилице и рибаних јабука. |
| 5                  | 5                  | 30. септембар 2007. | ФТВ (БиХ) | Стара слика                         | У комшилук Фазлиновића досељава се згодна госпођа Споменка Вихорец, што Изетовом оку није могло промаћи. У жељи да јој се удвара, позива је на кафу и поклања јој стару породичну слику, коју је Фарук намеравао продати верујући да вреди силно богатство. Очајан што му је пропала још једна прилика да се дочепа новца, Фарук проваљује у Споменкин стан, али ту га чека неугодно изненађење.                                                               |
| 6                  | 6                  | 7. октобар 2007.    | ФТВ (БиХ) | Купопродаја слике и фолцике         | Док Изет задовољно трља руке због добро одрађеног купопродајног трансфера и броји хрпу новца, Фарук листа огласе тражећи ауто. Као посредника у овом послу ангажује рођака Самира, не слутећи шта га чека. Споменка прихвата Изетов позив да се провозају новим џипом, међутим Изетово задовољство не траје дуго. |
| 7                  | 7                  | 14. октобар 2007.   | ФТВ (БиХ) | Стезање каиша                       | Изет уводи ригорозне мере рестрикције у кући. Дамир се запошљава у Сан Рему, а Шефика иде на минималац. Сви су незадовољни. Акорд је у великој беспарици. Фарук је присиљен отпустити Дину. Међутим, Дино, преко ноћи постаје бескућник и усељава се у студио, а недуго затим и у стан Фазлиновића. Апсурдна ситуација кулминира када Дино, након снимања тона у стрељани, постаје потпуно глув.                                                               |
| 8                  | 8                  | 21. октобар 2007.   | ФТВ (БиХ) | Бротијев идентитет                  | Фарук губи свој идентитет и постаје Франческо Броти, сликар из Италије. Укућани се узалуд труде дозвати га себи, а Изет у помоћ позива старог пријатеља, доктора Ђиђимиловића. Амбициозни 43-годишњи рокер Ђенис Ђенис, губи живце чекајући састанак са власником студија Акорд, док га Ивана покушава смирити. Да би спасио посао, Изет се претвара да је Фарук.                                                                                              |
| 9                  | 9                  | 28. октобар 2007.   | ФТВ (БиХ) | Годишњица матуре                    | У кући Фазлиновића је ужарена атмосфера. Изет организује годишњицу матуре. Шефика, по наређењу, пече неколико стотина колача, Дино се бори за простор у стану и право на фрижидер. Излуђен Изетом, Дино се сели код госпође Споменке. У Сан Рему све је спремно за почетак прославе матуре. И док гости пристижу, један неочекивани сусрет славље претвара у општу тучу.                                                                                       |
| 10                 | 10                 | 4. новембар 2007.   | ФТВ (БиХ) | Трипл рандеву                       | Занесен новим моментима у свом животу, Дино купује веренички прстен. Али, купује га и Изет и позива госпођу Споменку у ексклузивни ресторан. Фарук сусреће Тању, стару и непрежаљену љубав, те је позива на вечеру. Дамир, коначно, излази са Алмом. Три генерације Фазлиновића, окупљају се у истом ресторану. |
| 11                 | 11                 | 11. новембар 2007.  | ФТВ (БиХ) | Успавана љепотица                   | На вратима Споменкиног стана појављује се Ведрана, њена 42-годишња ћерка која је стигла из Америке. Шокирана је анонимним телеграмом који је добила. Споменка признаје да се удаје за Дину који је 29 година млађи од ње. Изет је очајан. У Акорду, такође, неверица. У мраку спаваће собе Дино, се увлачи у кревет и не слути да уместо Споменке грли њену ћерку.                                                                                             |
| 12                 | 12                 | 18. новембар 2007.  | ФТВ (БиХ) | Купопродаја фолцике                 | Дино је поновно бескућник. У намери да му помогне, Ивана му препоручује собу код своје комшинице. Но, постоји проблем, јер је соба намењена искључиво девојкама. Но, то Дину неће поколебати. Фарук и Дамир планирају како Изету измамити паре те лажирају крађу аута. Међутим, лукави Изет се нађе у погрешно време на правом месту. |
| 13                 | 13                 | 25. новембар 2007.  | ФТВ (БиХ) | Квар на компјутеру                  | Док Дамир и Алма безуспешно покушавају покренути компјутер, Изет бестидно прислушкује шта раде и погрешно схвата у чему је проблем. Као и обично, спас тражи од доктора Ђиђимиловића. У студију Акорд и даље влада хаос. Ситуацију користи Чомбе не би ли коначно снимио свој албум. Изненада, појављује се 55-годишњи Рамбо, али га у збрци хаотичних тонова нико не примећује.                                                                               |
| 14                 | 14                 | 2. децембар 2007.   | ФТВ (БиХ) | Силиконска долина                   | Иванина 64-годишња пријатељица Драгана долази да је посети и жели да јој се уграде имплантатне груди, али Фарук жели да обнови свој студио и Ивана га схвата погрешно. У међувремену, Изет покушава да се поломи ногу како би добио новац од осигурања. |
| 15                 | 15                 | 9. децембар 2007.   | ФТВ (БиХ) | Игре на несрећу                     | Након што је поломио ногу, Изет се разбацује новцем који је наплатио од осигуравајућег друштва. Како би од Изета искамчили барем мало тог новца, Дамир и Фарук смишљају нову превару те му подваљују лажне лото листиће. Када дође у Лутрију, да преузме добитак, Изет види да је преварен. Дино је одлучан у намери да смрша и студио претвара у фитнес центар.                                                                                               |
| 16                 | 16                 | 16. децембар 2007.  | ФТВ (БиХ) | Трипер                              | Након ноћи проведене са 38-годишњом проститутком, Дино је покупио трипер. У паници, да се ова вест не прочује, тражи помоћ од Дамира, али док Дамир купује скупоцени лек у апотеци, спази га доктор Ђиђимиловић и то говори Изету. Ситуација се изокреће и ускоро цела кафана бруји о Динином проблему. |
| 17                 | 17                 | 23. децембар 2007.  | ФТВ (БиХ) | Призивање духова                    | Беспослица и једнолична свакодневница тера Фарука и Ивану да се одвезу до њене викендице изван града. Након неколико чаша вина, атмосфера постаје опуштајућа и њих двоје проводе романтично поподне. Дино је усамљен у студију, када се ненадано појави клијент са озбиљном и хитном пословном понудом. У потрази за Фаруком и Иваном, он упада у стан Фазлиновића, где угледа видовиту 64-годишњу Драгану усред ритуала.                                      |
| 18                 | 18                 | 30. децембар 2007.  | ФТВ (БиХ) | Гинисов рекорд                      | Изет је у новом покушају да се домогне пара те покушава појести 571 феферон те тако обори Гинисов рекорд. Но, уместо у књигу Гинисових рекорда, доспева у болницу. Ивана и Фарук покушавају прекинути започету романсу или је бар сакрити, али страст је јача од тога. Једино Дино, ништа не разуме. |
| 19                 | 19                 | 6. јануар 2008.     | ФТВ (БиХ) | Кућна достава                       | Сан Ремо тражи радника за кућну доставу, а Изет је у потрази за послом. Коцке су се склопиле и Изет се запошљава као достављач пица. Ивана посећује офталмолога и добија сочива са диоптријом, али није вешта у њиховом стављању. Док јој Фарук покушава помоћи у томе, сочива завршавају у чаши са водом, а потом и у Изетовом трбуху. |
| 20                 | 20                 | 13. јануар 2008.    | ФТВ (БиХ) | Шведска масажа                      | Ходање по свеже углачаном паркету има болне последице за Изета – уклештило га је у леђима. Шефика му нуди помоћ рођаке Сенаде која је стручњак за "шведску масажу". Како нема куд, Изет унапред плаћа младу масерку. Вешта масерка Сенада поштено одрађује свој посао, али масира погрешног Фазлиновића. |
| 21                 | 21                 | 20. јануар 2008.    | ФТВ (БиХ) | Умро предсједник, живио предсједник | Изет се након смрти комшије Мурадифа кандидује за новог председника кућног савета. Организује кампању и бројно гласачко тело, али то није довољно да победи свог протукандидата Милорада. Но, у задњем тренутку, из Америке стиже Споменка и свој глас даје Изету. |
| 22                 | 22                 | 27. јануар 2008.    | ФТВ (БиХ) | Препотентна ситуација               | Неуспешна ноћ са Споменком доводи Изета до очаја, те у помоћ зове старог пријатеља, доктора Ђиђимиловића. Он му препоручује употребу Вијагре. Како би "спасоносне" таблете сакрио од укућана, пресипа их у празну кутију од Аналгетика. У Акорду је неред након пијанке. Дино и Фарук су мамурни од последица позамашне количине алкохола. Како би се решили главобоље, узимају Аналгетик из погрешне кутије.                                                  |
| 23                 | 23                 | 3. фебруар 2008.    | ФТВ (БиХ) | Тестамент                           | Након ултразвучног прегледа Дино сазнаје да је медицински феномен јер има три бубрега. Ангажује Самира да му нађе пацијента коме би продао трећи бубрег и коначно се домогао пара. Дамир и Фарук проналазе Изетов тестамент у којој су остали без пребијене паре, па ангажују Самира да тетамент "окрене" у њихову корист. Но, Самиру је једино важно да он прође најбоље.                                                                                     |
| 24                 | 24                 | 10. фебруар 2008.   | ФТВ (БиХ) | Един ил' Едина                      | Када у Сан Рему угледа 46-годишњу Едину, Дино јој се почиње удварати. Све иде својим током до тренутка када Фарук угледа Едину. Изет је на мукама због проширених вена, па му Дамир купује стезнике. У Акорд стиже господин Саке, приватник који жели снимити рекламни спот. Музички студио отвара нову страницу у својој делатности. |
| 25                 | 25                 | 17. фебруар 2008.   | ФТВ (БиХ) | Групни секс                         | Након неспоразума са Изетом, Споменка поново одлази у Америку, а у њен стан привремено усељава њена рођакиња Сенка. После случајног сусрета у хаустору, Изет постаје заокупљен новом комшиницом, те од силне занесености не може спавати. Доктор Ђиђимиловић му преписује позамашну дозу седатива, како би га решио несанице, али таблете доспевају у погрешне руке.                                                                                           |
| 26                 | 26                 | 24. фебруар 2008.   | ФТВ (БиХ) | Кроатише пупи                       | Затечен лепим белим псом који лута улицама града, Дамир га доводи у царство Фазлиновића. Међутим, Изету је то нови напад на кућни буџет и жели га се што пре решити. Али, када у хаустору сретне Сенку, која се одушеви прелепим створењем, мења одлуку. И све би било како се само пожелети може, да прави власник није понудио примамљиву награду проналазачу његовог љубимца.                                                                               |
| 27                 | 27                 | 2. март 2008.       | ФТВ (БиХ) | Птичија грипа 1                     | У стан преко пута Фазлиновића досељава нови сусед, амбициозни локални политичар. Ивана одлази неколико дана на море, а Фаруку оставља свог кућног љубимца, папагаја по имену Огледалце. Како би био на сигурном, Фарук га доноси кући, не слутећи да је Изет тог јутра разрадио стратегију одбране од птичијег грипа. У суманутој борби "против перади", Огледалце извлачи дебљи крај, а новопечени сусед не може веровати у какав се луд комшилук доселио.    |
| 28                 | 28                 | 9. март 2008.       | ФТВ (БиХ) | Птичија грипа 2                     | Изет не одустаје од борбе против перади. Опседнут "птичијим грипом", разрађује план како се заштити, али и обогатити од епидемије новог доба. Међутим, не може то сам те се удружује са доктором Ђиђимиловићем и суседом Енесом. Све би можда и могло проћи без проблема, да се у посао није увукао и Самир. А где је Самир, ту је и нова превара. |
| 29                 | 29                 | 16. март 2008.      | ФТВ (БиХ) | Октобарска револуција               | Након телеграма чудног садржаја, у стану Фазлиновића влада опсадно стање. Изет успаничено ишчекује долазак тајанственог госта за којег га вежу заједничке револуционарне амбиције. За разлику од њега, амбиције комшије Хаџиедхемћумуровића усмерене су на припремање предизборне кампање, а он тај посао поверава студију Акорд. |
| 30                 | 30                 | 23. март 2008.      | ФТВ (БиХ) | Курс енглеског                      | Изет жели да научи енглески и купује књигу. Дино купује пиво јер жели да освоји карте за концерт "Ролинг Стоунса" и да води Фарука, али је он љут на њега и Дино одлучује да води Ивану и на крају је добио награду. Дамир има примављиву понуду за Изета. Њему и Инес требају паре и у замену за то даје Изету часове енглеског. Он им даје паре. И још Чомбе води Фарука. Сви иду на концерт у Аустрију и сви се налазе у истом аутобусу.                    |
| 31                 | 31                 | 30. март 2008.      | ФТВ (БиХ) | Повратак броја 1                    | У ексклузивном сарајевском хотелу одседа мултимилионер из САД, старији господин нарушеног здравља, који последњим атомима снаге покушава пронаћи своје потомке – Фазлиновиће. Али, када их коначно пронађе, превише узбуђења лоше утиче на његово здравље. Сусед Енес не одустаје од Шефике, а Изет се и даље служи преварама у покушају да се свиди Сенки. Последице су умало трагичне.                                                                       |
| 32                 | 32                 | 6. април 2008.      | ФТВ (БиХ) | Турнир                              | Фарук и Дино скупљају екипу за локални турнир у фудбалу у нади да ће освојити прво место и награду од пет хиљада марака. Уз Изетову "малу интервенцију", долазе до финала и све изгледа као да је награда већ у њиховим рукама. У кладионицама све су шансе на страни "Акорда". Али, у одлучујућој утакмици ништа не иде како треба. Шефика и Енес проводе угодно преподне у биоскопу, али након неочекиваног поклона, Шефика почиње сумњати у Енесове намере. |
| 33                 | 33                 | 13. април 2008.     | ФТВ (БиХ) | Ухватите дилера                     | Када се за шанком сретну Изет и Чомбе, у трену се рађа "прљава" пословна комбинација. Изет, који је увек гладан новца и не слутећи, узима пакетић са дрогом. У студију Акорд коначно добра пословна прилика. Но, док 57-годишњи гост чека да почне са снимањем, настаје збрка око сумњивог пакетића, који поново доспева код Чомбета. Међутим, све се то догоди у погрешном тренутку.                                                                          |
| 34                 | 34                 | 20. април 2008.     | ФТВ (БиХ) | Прока проналазач                    | Инвентивни Изет фасциниран је идејом бежичне струје, те се баца на посао. Дино је упоран у покушајима да од Марије измами који комад пите на вересују или да га се на неки начин дочепа. Дамир и Инес безуспешно траже простор где би могли бити сами. Прилика им се укаже када госпођа Сенка отпутује, а кључ оставља код Шефике. Но, Сенка закасни на аутобус, враћа се кући у тренутку када Изет примењује свој изум и цели град оставља без струје.        |
| 35                 | 35                 | 27. април 2008.     | ФТВ (БиХ) | Снимак плућа                        | Верујући да је Изет тешко болестан и да му је остало свега пет, шест дана живота, Фарук и Дамир се утркују око њега, трудећи се испунити му сваку жељу. Ни Шефика не заостаје за њима, а Изетове жеље нису скромне. Једна од њих је и луксузна масерска фотеља, за коју Фарук даје задњи новчић са рачуна, након што је Акорд коначно нешто и зарадио. Међутим, проблематични снимак плућа, који је проузроковао панику код Фазлиновића, уопште није Изетова.  |
| 36                 | 36                 | 4. мај 2008.        | ФТВ (БиХ) | Било једном у Сарајеву              | Дамир тражи од Изета и Фарука истину о својој мајци, коју никада није видео. Враћајући се у време пре двадесетак година, отац и деда обнављају сећања. Међутим, сваки од њих има своју верзију истог догађаја. И док присећања трају унедоглед, на вратима Фразлиновића се појављује тајанствена жена. |
| 37                 | 37                 | 11. мај 2008.       | ФТВ (БиХ) | ДНК анализа                         | Невенин изненадни долазак и присећање догађаја из прошлости, изазива дилему код Фазлиновића, у којој није сигурно да ли је Дамир уопште Фаруков син. У хаотичну причу о потенцијалном оцу уплиће се и Дино са својом верзијом догађаја који су се збили пре двадесет година. И док сви са нескривеном нервозом ишчекују резултате ДНК анализе, Невена се покушава видети са Дамиром, како би исправила грешке из младости. Међутим, Изет је опет бржи.         |
| 38                 | 38                 | 18. мај 2008.       | ФТВ (БиХ) | Доктор Фазлиновић                   | Изненада богат, Изет ужива у трошењу новца те купује одело и перику и потпуно мења изглед. Тако измењеног изгледа, збуњује све око себе. Када се нађе у докторској ординацији у погрешно време, успаничени Енес га замењује са уваженим доктором из Русије и представља одабраном докторском аудиторијуму. Прави доктор се ипак појављује, али нико му не верује.                                                                                              |
| 39                 | 39                 | 25. мај 2008.       | ФТВ (БиХ) | Нови рачунар                        | Дамир покушава на све начине смотати Изета да му купи нови компјутер, али Изет за таквим трошком не види потребу. Када коначно пристаје, компјутер прилагођава својим потребама. Фарук упознаје Инесину 53-годишњу маму у гардероби позоришта док се она припрема за излазак на сцену, те јој помаже у увежбавању текста. Не знајући о чему се ради, у страсној љубавној конверзацији затекну их Инес и Дамир.                                                 |
| 40                 | 40                 | 1. јун 2008.        | ФТВ (БиХ) | Ех, кад се сјетим                   | Ова епизода серијала води нас кроз времеплов породице Фазлиновић и најзанимљивије догађаје из њиховог окружења. Уз позамашну количину алкохола и помешана сећања, Изет и Фарук се присећају успомена на минуле дане и године те никад остварене амбиције и неостварене жеље. |

### 2. сезона (2008−2009)
| Бр. еп. (у серији) | Бр. еп. (у сезони) | Датум емитовања     | ТВ емитер | Назив                             | Сиже |
| ------------------ | ------------------ | ------------------- | --------- | --------------------------------- | --- |
| 41                 | 1                  | 7. септембар 2008.  | ФТВ (БиХ) | Аудиција                          | Изет расписује конкурс за нову кућну помоћницу. У Сан Ремо долази порезна инспекција и игром случаја Стјепан сазнаје да 53-годишњи порезни инспектор планира посетити студио Акорд. Телефонска линија у Акорду је у квару, а Ивана и Фарук кују план како да заварају порезног инспектора. |
| 42                 | 2                  | 14. септембар 2008. | ФТВ (БиХ) | Распродаја                        | Фаруку стиже казна порезне инспекције, али он проналази решење, по којем распродаје намештај из студија и наруквицу за коју је Изет имао намеру да је поклони Споменки. У испражњен студио долази 36-годишњи Дин Бацковић са намером да ту снима свој нови албум, а сплетом околности Изет долази до јединог могућег закључка те је за све крива нова кућна помоћница Рапка. |
| 43                 | 3                  | 21. септембар 2008. | ФТВ (БиХ) | Халуцинације                      | Изет проживљава трауматичне тренутке, сукобљава се са властитим халуцинацијама. Дамир и Фарук ће урадити све да му отежају стање и да дођу до његовог "црног фонда". Срећом, за Изета ту су и стручни савети Др. Ђиђимиловића. Комшија Енес упознаје Рапку и романтична веза је на помолу. |
| 44                 | 4                  | 28. септембар 2008. | ФТВ (БиХ) | Призивање Изета                   | Изет се несмотрено упустио у клађење на борбе паса. Прогања га локални насилник 55-годишњи Јаков и прети да ће га истући ако не плати паре изгубљене на клађењу. Споменка се ненадано вратила из Америке, те она и Сенка, обе заљубљене у Изета, улазе у отворени сукоб. Изетов саборац из Другог светског рата, Мирко, умире у болници, а његов идентитет грешком бива замењен са Изетовим. |
| 45                 | 5                  | 5. октобар 2008.    | ФТВ (БиХ) | Кружни ток                        | Комшија Енес долази до Изета и пита га да се придружи његовој политичкој странци. Изет је испрва одбио јер није комунистичка партија, већ демократска. Али после објашњава Енеса да би добио велику количину новца као посланик његове странке, Изет је прихватио, али ће се десити нешто неочекивано на крају. Затим Сенка и Споменка долазе до Изета да би биле са њим, али у исто време он иде у круг по стану да се не би среле.                                                                                    |
| 46                 | 6                  | 12. октобар 2008.   | ФТВ (БиХ) | Егзибиционист                     | Полиција у граду има два горућа проблема: фалсификоване новчанице и егзибиционисту, који по парковима пресреће жене. Чудним сплетом околности Фазлиновићи постају осумњичени за обе појаве. Локални преварант Јаков још једном ће из свега извући дебљи крај, а Споменка и Сенка кују план како се осветити Изету за сву бол коју им је нанео. |
| 47                 | 7                  | 19. октобар 2008.   | ФТВ (БиХ) |                                   | Изет изненада открива у себи склоност ка столарском занату. С' обзиром да је намештај у студију у лошем стању, он и Фарук склапају договор да ће за одговарајућу накнаду Изет извршавати ситне поправке. Дино започиње озбиљну везу са девоком Фахром. Међутим, она се бави најстаријим занатом на свету. |
| 48                 | 8                  | 26. октобар 2008.   | ФТВ (БиХ) | Кокошињац                         | Поскупљење животних намерница наводи Изет на радикалне потезе. Одлучује да се бави перадарством, али Енес представља препреку његовој пословној иницијативи. У студио долази чувена естрадна звезда. Зарада је на видику, међутим догађаји се не развијају онако како је то Фарук испланирао. Изетова пословна иницијатива ће директно угрозити Фаруков пословни план. |
| 49                 | 9                  | 2. новембар 2008.   | ФТВ (БиХ) | Недјељом на гробље                | Сенка и Споменка су напустиле Изета. Та ситуација је за њега неиздржива, те Изет пада у тешку депресију. У помоћ позива Др. Ђиђимиловића. Доктор има кључ за његово изљечење, а то је да Изет под хитно мора остварити везу са неком новом женом. Фарук је у акцији реновирања студија. Све то финансира Стефанел, велика музичка звезда која жели ту снимити свој нови албум. Ствари се одлично развијају док се у целу ситуацију не упетља Дино.                                                                      |
| 50                 | 10                 | 9. новембар 2008.   | ФТВ (БиХ) | Полицијска држава                 | Изет се пријављује на аудицију за улогу у играном филму. Улога полицајца коју је добио му одлично лежи па се он у њу превише уживљава. Ведрана, Споменкина кћерка, се ненадано враћа из Америке и то у Дини буди заборављене емоције. Изет користи прилику да поврати Споменкину љубав, али то ће бити успех кратког даха. |
| 51                 | 11                 | 16. новембар 2008.  | ФТВ (БиХ) | Црна мамба                        | Изет покушава своје тело довести у савршену кондицију: џогира, ради вежбе и на крају одлази у Фојницу како би тамо искористио све што тај спортско-рекреативни центар нуди. У међувремену Фарук и Дамир раде план како да на брзину зараде нешто новца. У град су дошли студенти славистике из Холандије и они у томе виде своју шансу. Све се закомпликује када се Изет прерано врати из бање у Фојници. |
| 52                 | 12                 | 23. новембар 2008.  | ФТВ (БиХ) | парада                            | Гошће из Холандије одлучиле су остати још неко време у Сарајеву. Изет у томе види прилику за додатну зараду, а Чомбе и Дино могућност за сексуалну авантуру. Фарук и Дамир су се преселили у студио и учиниће све како би се вратили у стан. Њихов план је једноставан - разоткрити Изету да су његове гошће у љубавној вези, што би онда требало резултирати да их он избаци из стана. |
| 53                 | 13                 | 30. новембар 2008.  | ФТВ (БиХ) | Хитмејкер                         | Дино је доживео несрећу у студију. Звучник који је неспретно покушавао поставити на зид му је пао на главу и то ће проузроковати необичне последице по његов карактер. Као резултат ударца којег је примио у главу, Дино постаје изразито талентовани композитор. Певачи из целе регије долазе у студио у жељи да од њега откупе песму. Склапањем менаџерског уговора са њим, Изет покушава легализовати цели случај. Наравно, у своју корист.                                                                          |
| 54                 | 14                 | 7. децембар 2008.   | ФТВ (БиХ) | Дејтон                            | Још један састанак породице Фазлиновић, али овај пут са необичним исходом. С' обзиром да је Фарук осигурао повећање кућног буџета, његов и Дамиров предлог је да се председавајући у кући мења на недељном нивоу. Овај предлог на неверицу Дамира и Фарука лако пролази код Изета. У првој недељи свог председавања Дамир устраје у куповини новога аутомобила. Стари ауто Изет продаје Дини. Дино, међутим, уопште нема возачку дозволу те је приморан замолити Самира да му реши тај мали проблем.                    |
| 55                 | 15                 | 14. децембар 2008.  | ФТВ (БиХ) | Афера Сангрија                    | Незадовољан својим сексуалним животом Дино се одлучује на очајнички корак. Чомбе му набавља дрогу са којом он планира олакшати свој пролаз код Селме. У међувремену Изет полицији пријављује да је Дино узроковао саобраћајну незгоду. Полиција долази ухапсити Дину и игром случаја Чомбетова дрога завршава у пићу које пију Споменка, Сенка и Ана. То је незгодна ситуација за Изета, али и за Дамира и Фарука. |
| 56                 | 16                 | 21. децембар 2008.  | ФТВ (БиХ) | Бракоразводна парница             | Уверен како купус има афродизијачка својства, Изет се упушта у производњу дезодоранса који ће му, по његовој процени, донети богатство. Стручну помоћ у овом потхвату пружит ће му, ко други него, Др. Ђиђимиловић. На видело излази Маријина љубавна афера са Мариофилом. Она је одлучна, развод са Стјепаном је неминовност, али само под њеним условима који су категорични. Она захтева да све што су стекли у браку остане њој. Правну и малверзацијску помоћ у њеном науму пружиће јој Енес Хаџиетхемћуморовић.   |
| 57                 | 17                 | 28. децембар 2008.  | ФТВ (БиХ) | Четири секретара СКОЈ-а           | Годишњица је оснивања партизанског одреда у коме је ратовао Изет. То је разлог окупљања старих партизана и уједно повод за добру пијанку партијских другова. Радећи музику за један ратни филм, Фарук снима немачку корачницу. Снимак те корачнице и пијани партизани у истој просторији су спој који резултира општом тучом. Полиција мора ангажовати специјалце како би умирила разјарене пијане партизане. |
| 58                 | 18                 | 4. јануар 2009.     | ФТВ (БиХ) | Аналогно на дигитално             | Због нереда које су направили у пијанству, стари партизански другови Изет, Анте, Др. Ђиђимиловић и Милорад завршавају у затвору. Решење за излаз из неугодне ситуације у којој су се нашли налазе у Енесу. Фарук је одлучио модернизовати студио па у ту сврху подиже кредит. Нова опрема коју је купио грешком долази на његову кућну адресу. У неспоразуму који следи, Изет посумња да је реч о техничкој опреми коју шверцује Самир за којом трага полиција.                                                         |
| 59                 | 19                 | 11. јануар 2009.    | ФТВ (БиХ) | Златна рибица                     | Фарук добија од Тање на дар акваријум са златном рибицом. У пијаном стању Изет разговара са рибицом, а Дамир који прислушкује тај разговор сазнаје где су сакривене паре из његовог "црног фонда". Дамир узима паре, одлази на концерт у Нови Сад, а Изет поклања акваријум Самиру. Самиру је то прилика за лаку зараду па покушава уверити Селму да га купи. У све се, по свом обичају, умеша дебели Дино који својим потезима изазива општу забуну.                                                                   |
| 60                 | 20                 | 18. јануар 2009.    | ФТВ (БиХ) | Роштиљ, дрога и наука             | Изет и његов нераздвојни Др. Ђиђимиловић одлучују направити роштиљ на балкону. Као средство за потпалу ватре узимају стару књигу, но испоставиће се да је то књига из које Дамир спрема испит из микробиологије. Дамир је пао на испиту, а због низа случајних околности Фарук почиње сумњати како се он дрогира. Као психијатар и стручњак за одвикавање од опојних дрога у цели случај се упетљава Др. Ђиђимиловић.                                                                                                   |
| 61                 | 21                 | 25. јануар 2009.    | ФТВ (БиХ) | Историјска повијест студија Акорд | Из Јужне Америке се вратио стари Фаруков пријатељ Фета. Он је био бубњар у легендарном Фаруковом бенду "Вукови с' Вратника". Док испијају гајбе пива у студију, њих двојица присећају се старих дана. Њихова прича нас враћа десетак година уназад када је Фарук отворио студио. Куповина пословног простора у коме је смештен студио била је малверзација у коју су укључени Изет, Самир и Др. Ђиђимиловић. Наравно, Дино је човек који свему томе даје свој својеврстан печат.                                        |
| 62                 | 22                 | 1. фебруар 2009.    | ФТВ (БиХ) | Дебели и ћелави                   | Изетова веза са Аном, и Фарукова са њеном ћерком Тањом, својеврсна су препрека једна другој. Изет је категоричан - један од њих мора одустати. Уверен да Ани смета то што је ћелав, Изет почиње носити перику, али то се не показује као идеално решење. Средство за раст косе је идући потез у који се упушта. Како би задржао Тању, Фарук почиње одлазити на трчање, али и више обраћати пажњу на хигијену тела. Повлачећи конце са стране Дамир уноси додатни немир у њихов напети однос.                            |
| 63                 | 23                 | 8. фебруар 2009.    | ФТВ (БиХ) | Горопадна Ана                     | Алтернативна рок групе "Сиктер" се распала. Њен фронтмен Буре позива Фарука и Фету да заједно оснују бенд. Фарук, сретан што му се пружа прилика да поновно свира, одушевљено прихвата понуду. Већ са првим свиркама у Сан Рему, Фаруку се почињу удварати девојке. Мариофил је у сукобу са Маријом због новца којег издваја за своју ћерку из претходног брака. Изетова љубавна афера са Аном се развија у необичном смеру.                                                                                            |
| 64                 | 24                 | 15. фебруар 2009.   | ФТВ (БиХ) | Прокишњавање                      | Енес Хаџиетхемћумуровић се нашао пред тешким проблемом, у јавност је процурила вест да он, мада се већ годинама бави адвокатским послом, уопште нема положен правосудни испит. Потребно му је 10.000 марака како би се у адвокатској комори регистровао као адвокат и тај ће новац уз помоћ Изета покушати "узети" од наивних комшија. Стјепан се ненадано дочепао веће своте новца и покушаће од Марије откупити своју некадашњу кафану. У његовом науму му помаже Самир.                                              |
| 65                 | 25                 | 22. фебруар 2009.   | ФТВ (БиХ) | Караоке                           | У новоотвореној осигуравајућој кући Изет уплаћује додатно здравствено осигурање. Убрзо ће се он и Др. Ђиђимиловић уверити како то није био баш најпаметнији начин да се уложи новац. Стјепанов плаћеник Самир и даље покушава угрозити рад Сан Рема. У ту сврху набавља караоке уређај и нуди се Марији као организатор музичке вечери. Новчана награда за победника је примамљива те се за певање пријављују Изет и Чомбе. Превара са којом Изет покушава однети победу бива разоткривена те он у бегу напушта кавану. |
| 66                 | 26                 | 1. март 2009.       | ФТВ (БиХ) | Иконографија                      | Фарук је пронашао љубав свог живота, Сенаду. Девојка има само једну ману – удата је за другог мушкарца. Но, с' обзиром да је Енес Хаџиетхемћумуровић адвокат специјализован за бракоразводне парнице, њен брачни статус не би требало да буде већи проблем за њихову везу. Верски туризам у Међугорју - Изет и Др. Ђиђимиловић виде као прилику за нову пословну иницијативу. |
| 67                 | 27                 | 8. март 2009.       | ФТВ (БиХ) | Пусти снови                       | Изет нема пуно жеља у животу. Свега две - да се Фарук одсели и да се Рапка напокон почне секси облачити. Ненадано му се обе жеље испуне. Но, само на кратко. Убрзо ће увидети да ствари нису онакве какве се на први поглед чине. Све то престаје бити битно оног тренутка када Изет сазнаје да је Дамир добио Бинго добитак у износу од три милиона марака. |
| 68                 | 28                 | 15. март 2009.      | ФТВ (БиХ) | Агресивни Фарук                   | Фарук и Сенада су одлучили да се венчају. То Изету не би представљало значајан проблем да њихова одлука не подразумева и заједнички живот у његовом стану. Преко тога он не жели лако прећи и потпомогнут Дамиром кује план како да растави младенце. Тај план укључује и високо моралног адвоката Енеса Хаџиетхемћумуровића који је, за омању новчану своту, увек спреман ускочити у Изетове малверзације. Нема разлога да тако не буде и у овом случају.                                                              |
| 69                 | 29                 | 22. март 2009.      | ФТВ (БиХ) | Гдје чељад нису бијесна...        | Скромним венчањем Фарук и Сенада улазе у брачну заједницу. Изет се међутим још увек не може помирити са изгубљеном битком и одлучује наставити борбу за свој животни простор. Изет одлучује да на сваки могући начин спречи младенце да уселе у његов стан. Када Фарук и Сенда ипак успеју да пробију његову обрамбену линију, Изет и даље не одустаје. |
| 70                 | 30                 | 29. март 2009.      | ФТВ (БиХ) | Алкохолизам и ренесанса           | Изетови покушаји да отера Сенаду из стана ће коначно да уроде плодом. Сенада напушта Фарука и одлази живети код своје маме. Фарук је очајан и препушта се алкохолу. Као прави кум, Чомбе је ту да му пружи раме за плакање. Оно што Фарук не зна је да се Изетов брат Исмет након четрдесет година вратио из Шведске. |
| 71                 | 31                 | 5. април 2009.      | ФТВ (БиХ) | Путер и старка                    | Покушавајући да оживи досадне пензионерске дане, Изет се одлучује написати босанску граматику, а у исто време Фарук утеху налази у алкохолу будући да га је оставила Сенада. Енес му препоручује приватног истражитеља који му може набавити доказе да је Сенада неверна. |
| 72                 | 32                 | 12. април 2009.     | ФТВ (БиХ) | Љубавни јади младих Фазлиновића   | Три Фазлиновића пијуцкају максузију и покушавају одгонетнути мистерију зашто у њиховој кући ни једна се жена не може дуже задржати. Њихове приче воде нас кроз разне љубавне афере у којима су актери и на крају којих су, по правилу, увек извлачили дебљи крај. Под утицајем алкохола њихово депресивно расположење полагано прелази у весеље, али не задуго. |

### 3. сезона (2010)
| Бр. еп. (у серији) | Бр. еп. (у сезони) | Датум емитовања   | ТВ емитер | Назив                         | Сиже |
| ------------------ | ------------------ | ----------------- | --------- | ----------------------------- | --- |
| 73                 | 1                  | 1. јануар 2010.   | ФТВ (БиХ) | Краљ је умро - живио Рефко    | Трагичан и изненадан смртни случај донеће промене у животу Фазлиновића и људи из њиховог окружења. Организација сахране је, испоставиће се, захтевнији задатак него што су то Фарук и Чомбе очекивали. Новац, као и увек, представља горући проблем те ће позајмица новца од зеленаша ће бити једина опција у овим околностима. Камате расту из дана у дан, а из целог догађаја ће само Изет успети изаћи са дебљим новчаником.                                                                                               |
| 74                 | 2                  | 10. јануар 2010.  | ФТВ (БиХ) | Потрага за благом             | На вратима Фазлиновића се појављује Изетов ратни пријатељ, Београђанин, Ђуро Убипарип. Ђуро је у потрази за изгубљеним сандуком злата који је наводно на почетку Другог светског рата пратња Краља Петра изгубила негде у околини Сарајева. Изет се свесрдно укључује у ту потрагу, а Фарук и Марија откривају да се иза Чомбетовог надимка крије веома необично име. На њихов наговор, Чомбе одлази у општину са намером да промени име. Но, то неће бити тако једноставно.                                                  |
| 75                 | 3                  | 17. јануар 2010.  | ФТВ (БиХ) | Минско поље                   | Да би се докопали злата које је изгубила краљева пратња, Изет и Ђуро прво морају деминирати ливаду на коју их је довела тајна мапа. Тај део задатка је добровољно прихватио Рефко. Након што је Рефко "властитим телом" деминирао ливаду и тако завршио у болници, Изет и Ђуро откопавају мистериозни сандук. Поруку из студентске службе о термину Дамировог испита му мамурни Фарук заборавља пренети. Дамир ће испит морати полагати код новог професора кога прати глас да је строг и потпуно неурачунљив.                |
| 76                 | 4                  | 24. јануар 2010.  | ФТВ (БиХ) | Призивање тобе                | Изет и Ђуро су у озбиљним финансијским проблемима. Потрага за изгубљеним благом их је довела на просјачки штап. Продаја шунке је начин да се бар мало поправи њихова ситуација. Но, продавати шунку у Сарајеву и није баш тако уносан посао, па Изет позива Самира да он реши тај проблем. Чомбе долази код Фарука са генијалним планом - он ће радити као менаџер у студију. Фаруков скептицизам по питању овога плана, међутим, показаће се неоправданим. Чомбе ће ипак успети набавити уносан посао за студио.             |
| 77                 | 5                  | 31. јануар 2010.  | ФТВ (БиХ) | Донација                      | Холандска влада је донирала помоћ босанскохерцеговачким пензионерима. Изет и Ђуро смишљају план како да се дочепају те донације и на тај начин поправе своју лошу финансијску ситуацију. С' обзиром да су се за донацију пријавили касно, помоћ коју су добили неће бити лако претворити у лаку зараду. У студију је Фарук коначно успео наговорити Махмут-агу да код њега снима албум. Но донација коју су добили Ђуро и Изет ће отежати реализацију овог пословног договора.                                                |
| 78                 | 6                  | 7. фебруар 2010.  | ФТВ (БиХ) |                               | Ситуација је толико тешка да се праве ригорозни резови: Фарук је приморан затворити студио, а Дамир се мора исписати са факултета. Спасоносно решење долази од Изета. Он и Ђуро имају генијалан пословни план помоћу кога би сви требало да се обогате. Удруженим снагама, њих четворица оснивају Хот-лајн телефонску агенцију и лака зарада је на домак руке. |
| 79                 | 7                  | 14. фебруар 2010. | ФТВ (БиХ) |                               | Хот-лајн агенција у организацији Изета, Ђуре, Фарука и Дамира је почела са радом. Телефони су прорадили и још се само чекају позиви усамљених жена жељних емотивних и нежних разговора. Изет, велики стручњак за питања женског срца, руководи послом. Селма успева наговорити Бећира, декларисаног хомосексуалца и певача народне музике, да снима песму у студију. Међутим, Бећиров ангажман у студију и Хот-лајн агенција под Изетовим руководством ће се испреплести са неочекиваним догађајима.                          |
| 80                 | 8                  | 21. фебруар 2010. | ФТВ (БиХ) | Естрада и                     | Пословна документација коју Селма води у студију је у хаосу. Ако дође финансијска инспекција Фарук се само може надати затвору. Бећиров пријатељ, најбољи рачуновођа у граду, Сањин Пушић добија задатак да папире доведе у ред. Проблем је само Сањиново сексуално опредељење. Он је, наиме, хомосексуалац и према Фаруку гаји нескривене емоције. Ђуро и Изет се упуштају у нову пословну иницијативу и одлучили су се бавити естрадним менаџерством. Проблем је само наћи некога ко добро пева и од њега направити звезду. |
| 81                 | 9                  | 28. фебруар 2010. | ФТВ (БиХ) | Талент                        | Откриће да Буба има савршене гласне способности, те уноси немир у породицу Фазлиновић. Фарук и Дамир са једне, а Изет и Ђуро са друге стране покушавају се изборити за Бубину наклоност. Компромис је постигнут и по договору сви они треба да брину о Бубиној каријери. Први њен наступ ће бити у талент шоуу локалне телевизије, али неће све испасти како су они замислили. |
| 82                 | 10                 | 7. март 2010.     | ФТВ (БиХ) | Гинекологија и пита од вишања | Фаруку коначно полази за руком да освоји згодну Сплићанку Ајну. Буба има упалу мокраћних канала, али преглед код доктора ће открити њену добро чувану тајну. Изет и Ђуро доносе одлуку да подигну кредит у банци и отворе гинеколошку ординацију. Са Ђуриним искуством и Изетом на пријемном одељењу посао би требало да цвета. |
| 83                 | 11                 | 14. март 2010.    | ФТВ (БиХ) | Пријемно одељење              | С' обзиром да нису добили кредит од банке, Ђуро и Изет се одлучују на радикалан потез: отвориће гинеколошку ординацију у Изетовом стану. Буба позива своју рођаку и тражи од ње савет како да коначно изгуби невиност. Чомбе ће се показати као одличан избор да би се решио тај њен проблем. У намери да Ајну упозна са својом породицом, Фарук у стан доводи Ајну. Биће то један необичан сусрет. |
| 84                 | 12                 | 21. март 2010.    | ФТВ (БиХ) | Пословни простор              | Гинеколошка ординација у стану Фазлиновића мора бити затворена. Изет једноставно не може да више поднети ту тзв. “фуртутму” у стану. Због обијања викендице је Самир завршио у затвору, а да би био пуштен на слободу Изет ће морати да повуче своје везе у високој политици. Заузврат Самир ће њему и Ђури осигурати на атрактивној локацији пословни простор за њихову ординацију. |
| 85                 | 13                 | 28. март 2010.    | ФТВ (БиХ) | Дјевојка са села              | Бубина сестра Зумрета долази са села у Сарајево. У исто време из затвора у Зеници излази и Ајнин бивши дечко Грдоба, те у потрази за Ајном и он долази у Сарајево. На Ајнино инсистирање Фарук је доводи у стан да је упозна са Фазлиновићима. По обичају, видно алкохолисан Изет се неће представити баш у најсјајнијем светлу. |
| 86                 | 14                 | 4. април 2010.    | ФТВ (БиХ) | Пасје поподне                 | Талачка криза у Сан Рему: Грдоба са пиштољем држи Дамира, Фарука и остале госте као таоце. Његов захтев је веома једноставан, жели да му се Ајна врати. Забринут за свој "генетски матријал", Изет се прикључује полицији која је опколила кафану. Он је тај који преузима иницијативу у ослобађању талаца. Главни ослонац у тој акцији биће му Чомбе. |
| 87                 | 15                 | 11. април 2010.   | ФТВ (БиХ) | Полицијске игре               | Мачка са улице се уселила у Фаруков студио. Задатак да се реши мачке добио је Рефко. Тотално пијаног Изета за воланом аутомобила зауставља полицајац. Одузима му возачку и наплаћује казну, али није свестан да се упустио у борбу са човеком који је спреман на све. Да би добио назад возачку дозволу Изет је спреман направити неке неочекиване потезе. |
| 88                 | 16                 | 18. април 2010.   | ФТВ (БиХ) | Прљаво суђе                   | Буба је на годишњем одмору, а самим тиме стан Фазлиновића изгледа тако да би у њему и "коњ сломио ногу". Потребно је хитно наћи нову кућну помоћницу. Културни аташе из италијанске амбасаде доноси дуго чекани посао у студију Акорд. Канцону која би требало да зближи Босанце и Италијане треба да отпева нека локална певачка звезда. |
| 89                 | 17                 | 25. април 2010.   | ФТВ (БиХ) | Осми март                     | Изет упознаје Маријину маму Лауру. Њих двоје имају пуно тога заједничког и биће то љубав на први поглед. С' обзиром да се приближава "Дан жена", Изет јој жели поклонити неки скупоцени поклон. Проблем је што Дамир и Фарук такође желе пригодним поклонима изненадити своје девојке. |
| 90                 | 18                 | 2. мај 2010.      | ФТВ (БиХ) | Пасје пријеподне              | Грдоба, криминалац који је патолошки заљубљен у Фарукову девојку Ајну, бежи из затвора. Судбина ће хтети да у покушају да се сакрије од полицајаца Грдоба утрчи управо у хаустор Фазлиновића. Након што је лако савладао испрепадану Бубу, он улази у стан и убрзо ће се сви Фазлиновићи наћи у улози талаца. Ко је од тројице Фазлиновића у вези са Ајном је оно што Грдоба покушава напокон сазнати. |
| 91                 | 19                 | 9. мај 2010.      | ФТВ (БиХ) | Пут путује Реуфага            | У нади да ће се решити досадног Рефке, Фарук му коначно даје плату. Тим новцем Рефко треба купити карту и вратити се у Загреб. Изет је у љубавним проблемима. Веза са Лауром се не одвија онако како он прижељкује, а и финансијска ситуација му је прилично лоша. Како би зарадио неки додатни приход јавља се на оглас који је дао приватни истражитељ Ђидо Мова и почиње радити као његов помоћник. Истрага у коју се укључио ће разоткрити неке неочекиване тајне.                                                        |
| 92                 | 20                 | 16. мај 2010.     | ФТВ (БиХ) | Лажна максузија               | Три Фазлиновића пијуцкају максузију и покушавају одгонетнути мистерију зашто у њиховој кући ни једна се жена не може дуже задржати. Њихове приче воде нас кроз разне љубавне афере у којима су актери и на крају којих су, по правилу, увек извлачили дебљи крај. Под утицајем алкохола њихово депресивно расположење полагано прелази у весеље, али не задуго. |
| 93                 | 21                 | 23. мај 2010.     | ФТВ (БиХ) | Вечери поезије                | Лаура пред љутог Изета ставља понуду коју он не може одбити. Наравно, реч је о сексу. Изет је на седмом небу, али не зна да су Лаурини сексуални апетити пуно већи. Ђуро ће се појавити као трећи лик у љубавном троуглу који се завршава тучом. На Рефкин наговор, Чомбе одлучује порадити на својој песничкој каријери. Вечери поезије које се тих дана одржавају у Сарајеву ће бити идеална прилика за презентацију његове “маестралне” поезије.                                                                           |
| 94                 | 22                 | 30. мај 2010.     | ФТВ (БиХ) | Хафифни амиџа                 | Миксета која је нестала из студија је горући проблем за Фарука. Чомбе се ангажује да открије лопове који су опљачкали студио, а Изет ненадано добија прилику да на догађају са несталом миксетом заради који екстра динар. Рефко данима није ништа јео, па се одлучује на очајнички корак. Покушаће, наиме, оно што ником до тада није пошло за руком - преварити Марију. |
| 95                 | 23                 | 6. јун 2010.      | ФТВ (БиХ) | Усисивач                      | Буби ће се приликом усисавања куће покварити усисивач. Пошто је реч о усисивачу који је “готово па нов”, нема му ни 40 година, Изет одлучује поправити га. У томе ће му помоћи мајстор Драго који ради у уметничкој галерији. У истој галерији Батко отвара изложбу савремене уметности. Секси девојка Санела долази у студио са жељом да сними песму. Рефко, одушевљен њеним изгледом, спреман је обећати баш све што она жели чути.                                                                                         |
| 96                 | 24                 | 13. јун 2010.     | ФТВ (БиХ) | Три флаше                     | И последње Изетове залихе максузије су потрошене. У помоћ ускаче његов ратни пријатељ из Херцеговине, Анте, који му шаље пакет са драгоценом течношћу. У пакету су три боце, али ће до Изета доћи само једна. Фарук је примио пакет и одлучио да олакша Изета за две боце. Прошло је шест месеци откако је умро Дино. За Рефку и Чомбета то је повод да седну и попију коју ракијицу за његову душу. |

### 4. сезона (2011)
| Бр. еп. (у серији) | Бр. еп. (у сезони) | Датум емитовања   | ТВ емитер | Назив                      | Сиже |
| ------------------ | ------------------ | ----------------- | --------- | -------------------------- | --- |
| 97                 | 1                  | 2. јануар 2011.   | ФТВ (БиХ) | Продужена лоза             | Четири године су прошле од догађаја које смо гледали у претходној сезони. Дамир је специјализовао пластичну хирургију и оженио се за глумицу Барбару. Фарук је затворио студио Акорд и покренуо нови бизнис - радио станицу. Водитељи ноћног програма су Чомбе и Рефко. Барбара и Дамир очекују бебу и то је догађај око кога ће се окупити читава породица Фазлиновић. |
| 98                 | 2                  | 23. јануар 2011.  | ФТВ (БиХ) | Стомакологија              | Принова у породици Фазлиновић је донела нова узбуђења. Барбара и Дамир не могу се договорити које име да дају детету, али ће Изет ускочити са иницијативом која ће на крају резултирати најгорим могућим решењем. Рефко већ данима има зубобољу. Пара за стоматолога наравно нема, али зато Чомбе има сјајну идеју како да се реши његов проблем. |
| 99                 | 3                  | 30. јануар 2011.  | ФТВ (БиХ) | Дадиља                     | Барбара и Дамир хитно морају пронаћи дадиљу да им чува дете. Изет се нуди да он преузме чување бебе и када га Дамир и Барбара одбију он ће учинити све како би на крају било по његовом. Годишњица је Динине смрти па Чомбе покушава Рефки поправити расположење. Одлазе у студио где гледају порно филмове, али испоставиће се да једну глумицу из филма њих двојица јако добро познају. |
| 100                | 4                  | 6. фебруар 2011.  | ФТВ (БиХ) | Плус - минус               | Изет има температуру. Параноично закључује да су га Фарук и Ајна намерно заразили вирусом грипа, јер грип у његовим годинама може бити фаталан. Желе га убити, уверен је, јер би им тада остао његов стан. Ајна и Фарук, међутим, покушавају добити бебу, а низом случајних догађаја Изет ће их омети у томе. |
| 101                | 5                  | 13. фебруар 2011. | ФТВ (БиХ) | Вријеме овулације          | У Сарајево долази чувени загребачки лекар за вештачку оплодњу. Ајна и Фарук, у нади да ће коначно добити дете, заказују термин код њега. Њихова жеља да добију дете се никако не уклапа у Изетове дугорочне планове. Он ће направити све да саботира њихов план. Срећа се коначно насмешила и Чомбету. Добио је посао на којем може без великог труда зарадити добре новце. Наравно, у том његовом новом бизнису има места и за Рефку.                                                                                          |
| 102                | 6                  | 20. фебруар 2011. | ФТВ (БиХ) | Играона                    | Ајна и Фарук су и даље одлучни у идеји да добију дете. Шукријин долазак у Сарајево ће се показати као препрека у томе. Наиме, он ће спавати у њиховој соби, а поред живог Изета није баш изводљиво прављење детета у дневном боравку. Ајна је израчунала - наредна три дана су кључна и захтева од Фарука да смисли неки план. Рефко и Чомбе у радио станици муку муче са новонасталим техничким проблемима. Емитовање програма би дошло у питање да није генијалне Чомбетове идеје која ће спасити ствар.                      |
| 103                | 7                  | 27. фебруар 2011. | ФТВ (БиХ) | Дневни програм             | Чомбе и Рефко имају генијалну идеју како да подигну слушаност радио станице "Акорд". Наговарају Фарука да им допусти емитовање нове емисије која ће се звати "Безлични разговори" у којој ће они угостити занимљиве госте из разних сфера јавног живота. Опклада између Шукрије и Изета ће бити мотив да се овај други упусти у неславну авантуру пецања рибе у Миљацки. |
| 104                | 8                  | 6. март 2011.     | ФТВ (БиХ) | Кад врисне штикла          | Док је шетала градом Ајна је изврнула ногу у штикли. На повређеној нози мораће неко време носити лонгету. Тај случај са њеном повредом је инспирација Изету да се врати својој старој страсти – патентирању изума. У заводу за патенте, међутим, неће имати превише разумевања за његове идеје. Фарук упознаје младу и згодну девојку Шејлу. Безазлени флерт са њом би могао бити кобан по њега ако то Ајна сазна. |
| 105                | 9                  | 13. март 2011.    | ФТВ (БиХ) | Морал прије свега          | Чомбетов полубрат Фуфе одлази у Америку. Емотиван растанак је то за Чомбета и он ће испијањем великих количина пива покушати носити се са тиме. Од тајног агента Ђидо Мове Изет добија нови задатак. Потребно је пратити одређену женску особу и открити ако она евентуално има сексуалну аферу са неким мушкарцем. Откриће до кога ће доћи Изет ће бити шокантно и неочекивано. |
| 106                | 10                 | 20. март 2011.    | ФТВ (БиХ) | Рефко тарот                | Припреме за Шукријино венчање су у пуном јеку. Потпуно занесен заљубљеношћу он се не осврће на Изетова упозорења да му је глава у опасности и да његова будућа млада спрема његово убиство како би се домогла стана у Сплиту. На челу са Ајном читава породица Фазлиновић ће се ангажовати око саботирања венчања. У радио станици Рефко и Чомбе покрећу нову емисију у којој Рефко слушаоцима прориче судбину. Та емисија ће бити одлично средство помоћу кога ће Фазлиновићи помоћи Шукрији да схвати да му је глава у торби. |
| 107                | 11                 | 27. март 2011.    | ФТВ (БиХ) | Потрага за Шукријом        | Изетово доколичарско вече ће прекинути успаничени Шукрија. Схватио је да га Фадила хоће убити и тражи од Изета да му помогне спасити главу. У потрази за Шукријом у стан долази Фадила. Њен долазак ће натерати Шукрију да се сакрије, а Изета да се активно укључи у спашавање његовог живота. Ствар ће се додатно закомпликовати када у стан дође Чомбе, а нешто касније Ајна и Фарук који, због сумње да је Шукрија убијен, доводе и полицију.                                                                               |
| 108                | 12                 | 3. април 2011.    | ФТВ (БиХ) | Моторијада                 | Изнервиран прометном гужвом у Сарајеву, Фарук одлучује да купи мотор. Ајна није одушевљена том његовом идејом, а када Фарук позајми мотор Чомбету, испоставити ће се да је била у праву. Мотор ће бити украден и то ће довести до низа занимљивих заплета. Шукрија и даље покушава да се ослободи супруге Фадиле, а несебичну помоћ у том свом науму пружиће му човек од кога се најмање надао - Изет. |
| 109                | 13                 | 10. април 2011.   | ФТВ (БиХ) | Специјално васпитање       | Већ неко време Изет је дадиља за Дамирово и Барбарино дете. Слику Изета као озбиљног педагога нарушиће Фарук. Он је потпуно уверен да Изет лоше утиче на малог Џемицу, те наговара Дамира и Барбару на акцију шпунирања како би тачно упознали педагошке методе које Изет примењује. Проницљиви Изет, међутим, ангажује приватног истражитеља Ђидо Мову да у стан угради сензоре покрета који ће спречити да га затекну неспремног.                                                                                             |
| 110                | 14                 | 17. април 2011.   | ФТВ (БиХ) | Трафкинг                   | Изет је очајан: Барбара и Дамир су ангажовали Зумру да чува малог Џемицу, а њему је дозвољено да са дететом буде само у присуству једног од родитеља. Но, све ће се променити када се Зумра из шетње врати без Џемице. Дете је отето и Изет ће ту околност искористити да стицање поверења у његов одгојитељски рад. Чомбе и Рефко од Фарука добију задатак да генерално очисте радио станицу. То од њих двојице захтева изузетан интелектуални напор.                                                                          |
| 111                | 15                 | 24. април 2011.   | ФТВ (БиХ) | Зечији паприкаш            | Како би сачувао младалачки изглед Шукрија користи хидратантне креме. Забринут за свој изглед и Изет одлучује да направи нешто о том питању. Како би дошао до најбољих препарата за подмлађивање он у причу укључује Самира. Несретним случајем Фарук ће откинути главу лутки коју је Ајни прије смрти поклонила њена мама, а истовремено ће Шукрија сломити пуну боцу Изетове скупоцене максузије. Оба та догађаја ће низом околности бити приписани Зумри. Ни крива ни дужна Зумра ће добити отказ.                            |
| 112                | 16                 | 1. мај 2011.      | ФТВ (БиХ) | Посредни раскид            | Фарук је одлучан да оконча своју везу са Ајном. С' обзиром на њен темперамент није лако донети одлуку како то учинити. Изет и Дамир одлучују му помоћи у томе. Мада њих тројица праве план како се решити Ајне. Повратак старе Дамирове љубави Мирне ће довести до тога да Барбара остави Дамира. Односно, како то обично бива са Фазлиновићима, све ће бити супротно од онога како су планирали. |
| 113                | 17                 | 8. мај 2011.      | ФТВ (БиХ) | Горе - доле                | У покушају да остави Ајну, Фарук се иселио из стана. Он и Сенада покушавају пробудити стару страст, али основни договор за то је да се реше Ајне. Барбрара и Дамир су одлучили да изађу на вечеру. Непажњом су заборавили Џемицу у лифту, а Изет ће то покушати да искористити да још једном докаже како су они неспособни родитељи. Уласком Самира у причу читав догађај добија потпуно другачији смисао. |
| 114                | 18                 | 15. мај 2011.     | ФТВ (БиХ) | Лијева ципела              | Ајна је на путу па ће Фарук то покушати искористити како би са Белмом остварио сексуалну авантуру. Међутим, иза Белминог заводничког понашања се крију друге намере. Она и њен момак Рики ће покушати опљачкати Радио станицу. Изет добија од Самира понуду коју не може одбити: за мале паре може купити педесет пари италијанских ципела. Наравно, укредених. Чомбе је у креативном заносу. Рефко је ту да га подржи на путу од трња до звезда.                                                                               |
| 115                | 19                 | 22. мај 2011.     | ФТВ (БиХ) | Фотографија Ричардса Кејта | Ајна је још увек на путу па Фарук не одустаје од идеје да то искористи. Овај пут на његовој мети је Барбарина пријатељица Шејла. Тифа се вратио из Лондона и донео је Фаруку фотографију Кејта Ричардса са његовим оригиналним потписом. Фарук је одушевљен поклоном. Дамир је купио нови мобилни телефон. Његов мобилни телефон и Фарукова фотографија ће се на несрећу наћи Изету на путу. Сломљен мобилни телефон и изгорела фотографија ће бити нови узрок низа немилих догађаја у породици Фазлиновић.                     |
| 116                | 20                 | 29. мај 2011.     | ФТВ (БиХ) | Егзорцизам                 | Уз помоћ методе, у свету познате као "крађа", Чомбе и Рефко су се домогли професионалне камере. Снимање свадби и сахрана је логичан след догађаја који би њима двојици требало да омогући финансијску стабилност. Ајна и Шукрија су се вратили из Сплита и њихов повратак ни мало не радује Изета и Фарука. Како се решити придошлица из Далмације је оно што мотивише њих двојицу. |
| 117                | 21                 | 5. јун 2011.      | ФТВ (БиХ) | Хипноза                    | Доктор има лоше вести за Изета: ако мисли да ће поживети мора престати да пуши и пије. Две горе забране Изет није могао замислити. На Фаруков предлог, Изет одлази у Дубровник на сеансу код терапеута који хипнозом лечи пушаче. Чомбе и Рефко су проширили посао са камером. Уместо свадби и сахрана одлучили су снимати скривену камеру. Из овог посла њих двојица ће само извући батине. |
| 118                | 22                 | 12. јун 2011.     | ФТВ (БиХ) | Рођендан                   | Случајност је хтела да Бојана и Фарук исти дан славе рођендан. Фарук ту види прилику да поновно покуша да са њом остварити везу. У томе би требало да му помогне Бојанина рођака Марија. И поред Маријиних најбољих намера ништа неће испасти онако како су замислили. Рефко и Чомбе су одлучили купити поклон Фаруку. Тај поклон ће покренути низ догађаја који ће завршити неславно по Фарука. |
| 119                | 23                 | 19. јун 2011.     | ФТВ (БиХ) |                            | Због порезног прекршаја Фарук је завршио у затвору. Једини начин да изађе из затвора је да плати казну. Толико новца Фазлиновићи немају. Барбара је оставила Дамира. Изет и он покушавају да тугу залију алкохолом. Дубоко у ноћи не ради ни једна кафана па њих двојица одлазе у коцкарницу. Испоставиће се да ће та одлука бити судбоносна за њих. Чомбе и Рефко су одлучили купити аутомобил. Новцем који су скупили себи могу приуштити само половног Фићу.                                                                 |
| 120                | 24                 | 26. јун 2011.     | ФТВ (БиХ) | Повратак на старо          | Ситуација у кући Фазлиновића је депресивна. Барбара је оставила Дамира, а Ајна Фарука, тако да се осећају као да је неко проклетство бачено на њихово презиме. Дамир се доселио назад у стан и све је рекло би се по старом. Изузев што сада нису тројица, већ четворица. Четврти Фазлиновић са њима је мали Џемица. У последној епизоди ћемо се присетити неких од најзначајнијих љубавних подвига Фазлиновића. |

### 5. сезона (2012−2013)
| Бр. еп. (у серији) | Бр. еп. (у сезони) | Датум емитовања   | ТВ емитер | Назив                        | Сиже |
| ------------------ | ------------------ | ----------------- | --------- | ---------------------------- | --- |
| 121                | 1                  | 29. јануар 2012.  | ФТВ (БиХ) | Први пут са прадедом у школу | Прошло је шест година, али се није пуно тога променило у породици Фазлиновић. Проблеми са женама као неко проклетство прате Изета, Фарука и Дамира. Време је да мали Џебра крене у школу, а његово школовање ће довести до сукоба између Дамира и Изета. Фарук је проширио бизнис отварајући Видео продукцију, али неће све ићи онако како је планирао. |
| 122                | 2                  | 5. фебруар 2012.  | ФТВ (БиХ) |                              | Мада није добра домаћица, нова кућна помоћница Санела задовољава услове за посао у стану Фазлиновића. Наиме, згодна је, а то је сасвим довољно Изету. Међутим, и Фарук је бацио око на њу. То неће бити Изету по вољи, а Дамир ће показати да у њиховој кући ипак постоји зрно разума. |
| 123                | 3                  | 12. фебруар 2012. | ФТВ (БиХ) | Згодна жена                  | Неко од Фазлиновића мора ићи на родитељски састанак у Џебрину школу. Ни један од три кандидата за тај задатак, дакле – Изет, Фарук ни Дамир, није вољан да то уради. Ситуација ће се драстично променити када се испостави да је учитељица млада, згодна и секси. Настаје подметање ногу и утркивање око тога ко ће присуствовати Џебриним родитељским састанцима. |
| 124                | 4                  | 19. фебруар 2012. | ФТВ (БиХ) | Неподношљива лакоћа примања  | Када се на вратима Фазлиновића појави Јован Белајбег, познати критичар савремене уметности, на површину ће испливати Изетов давно заборављени таленат са концептуално стваралаштво. Свота коју ће Белајбег понудити за Изета ће бити више него мотивациона. Упоредо са овим, Чомбе пролази кроз праву драму: забринут је за своју сексуалну оријентацију јер су изненада почели да му свиђају мушкарци. |
| 125                | 5                  | 26. фебруар 2012. | ФТВ (БиХ) | (Глуварење)                  | Изетов концептуално-ликовни рад, под називом „Хероји Револуције“, ја побрао успех и код критике и код публике. Ношен крилима изненадне славе Изет добија нови задатак: Урадити идејно решње плаката за предстојећу Фестивал људских права. Случајност је хтела да Фарукова продукција снима управо исти тај догађај. Главна манифестација је у Сан Рему, и сви ови актери на једном месту и у исто време, ће својим понашањем проузрокавати да се тај културни догађај претвори у потпуни дебакл.                  |
| 126                | 6                  | 4. март 2012.     | ФТВ (БиХ) | Риба звана Вања              | Догодила се провала у Уметничку галерију и Изетова поставка под именом „Хероји Револуције“ је потпуно девастирана. Вандали су је уништили. Мада је видно потресен овим догађајем, Изету ће једно сазнање вратити вољу за животом. Сазнао је, наиме, да је његова поставка осигурана на 10 хиљада евра. У међувремену, Фаруков љубавни живот коначно добија на смислу. Била је то љубав на први поглед, али због одређених разлога, та веза мора остати тајна.                                                      |
| 127                | 7                  | 11. март 2012.    | ФТВ (БиХ) | Сполови рано лете            | Фарук и, наручито, Изет су забринути за Џебрино понашање. Затекли су га како се игра са Барбикама, а то по Изетовом стандарду није нормално понашање за једног дечака. Нарочито ако тај дечак носи презиме Фазлиновић. Ствар ће се додатно закомпликовати када Дамир донесе вест из школе да је учитељица забринута јер се дете, по њеном мишљену, понаша исувише феминизирано. |
| 128                | 8                  | 18. март 2012.    | ФТВ (БиХ) | Добар, лош, зао              | Случајни сусрет Изета и његовог бившег пријатеља Атифа Ђукелића, покренуће читав низ замршених догађаја. Пре двадесет година Атиф је преотео Изетову љубавницу, а то није нешто што овај може тако лако опростити. Изет детаљно планира освету, али ненадане околности му неће ићи на руку. Марија је у понуду Сан Рема увела Мамур вариво. Као што му само име каже, вариво је идеално за лечење мамурлука. Фарук ће покушати доћи у посед тајног рецепта.                                                        |
| 129                | 9                  | 25. март 2012.    | ФТВ (БиХ) | Из Русије с' љубављу         | У својој колекцији плоча Фарук поседује и једну која је велика реткост. То је плоча Ролинг Стоунса, "Play With Fire". Оно што ту плочу чини посебном је што је реч о ћирилично-руском издању које има велику вредност на тржишту. Фаруков пријатељ Иги покушаће од њега да добије ту плочу. У међувремену, Изет се на тајанствен начин дочепао пара и на Маријино чуђење, части цели кафић. |
| 130                | 10                 | 1. април 2012.    | ФТВ (БиХ) | Три краља                    | Јаков је изнајмио стан који се налази преко пута Фазлиновића. Нова, згодна комшиница ће унети пометњу у живот Фазлиновића. Санела је потпуно збуњена догађајима и одлучује да комшиници одржи предавање о моралу. Чомбету се коначно посрећило. Ноћ раније провео је са непознатом девојком. Марија је увела нову понуду у свој мени. То су њоке. Иако их продаје по ниској цени, мало ко их наручује. Поквареним њокама Марија ће частити Чомбета.                                                                |
| 131                | 11                 | 8. април 2012.    | ФТВ (БиХ) | Умри мушки                   | У истом дану у Сарајево су се вратиле Невена (Дамирова мама) и Барбара (Дамирова бивша супруга). Њихов заједнички повратак код Изета изазива сумњу како је реч о завери да им се одузме мали Џемица. Фазлиновићи ће урадити све да до тога не дође. Јаков је у стан преко пута Фазлиновића овог пута уселио своју мајку. Њен боравак у том стану, скупа са доласком Невене и Барбаре, изазваће низ неспоразума. |
| 132                | 12                 | 15. април 2012.   | ФТВ (БиХ) | Секс, лажи и видео-траке     | Ментор се љути на Чомбета, запоставио је посао у продукцији Акорд. Чомбе је, наиме, нашао нови ангажман, пева по локаним баровима и то му узима пуно времена. Изет је пред живчаним сломом јер је Барбара одлучна у идеји да добије старатељство над Џемицом. Дамир је приморан унајмити адвоката. Мариофил је најефтинији, а самим тиме и најбољи за тај посао. Заборављена видео касета из Барбарине младости бити ће пресудна у судском процесу.                                                                |
| 133                | 13                 | 22. април 2012.   | ФТВ (БиХ) | Неморална понуда             | Фарука љубавни живот чини депресивним. Изету никако не полази за руком освојити новац на играма на срећу. Дамир има велике проблеме са Барбариним инсистирањем да добије старатељтво над Џемицом. Све ће се то променити када се у причу укључи Чомбе. Он поседује сретну мајицу која ће тројици Фазлиновића променити живот. Нажалост, то неће бити срећа на дуге стазе. Чомбетова мајица ће се показати као потпуно погрешна амајлија.                                                                           |
| 134                | 14                 | 29. април 2012.   | ФТВ (БиХ) | Дневник једне шипарице       | У протеклих седам дана Фаруку се догађају изузетно чудне ствари. Нека непозната особа, која жели остати анонимна, испуњава му жеље. Проблем је у томе што ти догађаји и нису баш оно што би Фарук пожелио да му се догоди. Чомбету се пружила прилика да се бави екстремним спортовима. То неће најсретније завршити по њега. Изет и Дамир ће схватити да је велики неспоразум крив са све лоше што им се догађа.                                                                                                  |
| 135                | 15                 | 6. мај 2012.      | ФТВ (БиХ) |                              | Дамир покушава пронаћи начин да се он и Џебра одселе у други стан. Предложиће Изету да прода стан у коме живе и да купе два мања. Тај његов предлог неће наићи на разумевање. Изетов брат Исмет из Шведске је дошао у посету Фазлиновићима. Мада се њихов задњи сусрет завршио свађом, сада ствари стоје унеколико другачије. Исмет је имао саобраћајну незгоду у којој је повредио главу и изгубио памћење. Тај случај Изету отвара могућност за нову махинацију у његовом стилу.                                 |
| 136                | 16                 | 1. јануар 2013.   | ФТВ (БиХ) | Савршена олуја               | Ментор се вратио из Приштине где је ишао посетити своју породицу. Косовски специјалитети које је донео Фаруку да проба, овога неће баш фасцинирати. Изет је одлучио играти наградну игру из дневних новина. Делимично му се посрећило, није добио стан нити ауто, али је добио клима уређај. Фарук са њим улази у дуге и тешке преговоре у намери да тај клима уређај заврши код њега у студију. |
| 137                | 17                 | 17. фебруар 2013. | ФТВ (БиХ) | Утјеривачи духова            | Фарук поново има проблема са порезном инспекцијом. Приморан је распродати технику из продукције како би платио порез. Необичан купац ће се јавити на оглас и тај сусрет ће завршити крајње неповољно за Фарука. Жарко Међедовић, Изетов познаник из прошлости, тражи од Изета да му врати дуг од 5.000 марака. Дуг је наводно настао у партији покера која је одиграна пре десет година. Изету не пада на памет да врати те паре.                                                                                  |
| 138                | 18                 | 24. фебруар 2013. | ФТВ (БиХ) | Кишни човјек                 | Изузетно емотиван сусрет догодиће се у продукцији Акорд. Вратио се Рефко, а то је за Чомбета довољан разлог да пусти сузе радоснице. Фарук открива да Рефко има један необичан таленат. Иако је интелектуално ограничен, Рефко се невероватно добро сналази са бројевима. Проблем који се поставља пред Фарука је како уновчити ту Рефкину особину. У акцију се укључују Изет и Марија. План је једноставан и добар, али како се то обично догоди, неће све тећи како су предвидели.                               |
| 139                | 19                 | 3. март 2013.     | ФТВ (БиХ) | Старац га море               | Када се Дамир врати са семинара у Дубровнику, кући ће затећи крајње неочекивану ситацију. Изет је у озбиљној љубавној вези. Све то не би било превише чудно, да Изетова изабраница није мушко. Потпуно шокиран сазнањем, Дамир се упушта у истрагу и убрзо ће открити да се иза, наизглед романтичне везе двојице мушкараца, крије Изетов материјални интерес. Након свега, Фарук је тај који ће извући дебљи крај.                                                                                                |
| 140                | 20                 | 10. март 2013.    | ФТВ (БиХ) | Предсједничке лажи           | Дамир је ухваћен јер је у банци покушао уновчити лажни чек. Кратком истрагом, полиција ће доћи до сазнања да иза лажних чекова стоји најстарији Фазлиновић, Изет. По повратку са Косова где је обишао породицу, Ментор се у Сан Рему заљубљује у девојку која необично личи на једну америчку јавну особу. У њеном присутству он се понаша смушено па ће за помоћ питати Фарука. Нажалост, неке од Фарукових савета како се треба опходити са женама, Ментор ће схватити пребуквално.                              |
| 141                | 21                 | 17. март 2013.    | ФТВ (БиХ) | Брзи и жестоки               | Малом Џебри је рођендан. Изет је одлучио да му за поклон купи пластични пиштољ. Међутим, тај пиштољ изгледа као прави па ће то изазвати пометњу у породици. Ментор је у дубокој депресији јер га је одбила Моника, девојка у коју је јако заљубљен. Фарук ће направити план, а ако се Ментор буде стриктно придржавао тог плана, можда успе освојити Монику. Оног тренутка када у причу уђе инспектор Мурга, догађаји ће кренути низбрдо, а несеретни Ментор ће, ни крив ни дужан, завршити у затвору.             |
| 142                | 22                 | 24. март 2013.    | ФТВ (БиХ) | Оправдано убиство            | Две нове жртве серијског убице су доказ за полицију да имају погрешног човека. Ментор је пуштен из затвора, а Изет и Чомбе се удружују на тајном задатку због кога се морају маскирати у жене. Када их виде тако прерушене, Дамир и Фарук немају дилеме – Изет је овај пут тотално полудео. Морају га на силу натерати да посети психијатра. Но, одвести Изета на психијатрију је лакше испланирати, него спровести у дело. Још када се у целу причу уплете прави серијски убица, потпуна катастрофа је на помолу. |
| 143                | 23                 | 31. март 2013.    | ФТВ (БиХ) | Дубоко грло                  | Фарук добија пословну понуду којој, због финансијске исплативости, не може рећи не. Изет је у новом пословном подухвату. Отвара салон за масажу са жељом да му клијентела буду згодне жене, али је предвидео да на масажу могу доћи и мушкарци. |
| 144                | 24                 | 7. април 2013.    | ФТВ (БиХ) | Пут на сјевер                | Изет, Фарук, Дамир и Џебра седе за столом и препричавају своје проблеме. Сваки је видно изнервиран. Фарук, проблемима са кадром у продукцији Акорд, Дамир, сулудим захтевима пацијента, а Изет јер није могао уновчити авиокарте за Шведску које му је послао брат Исмет, те сва тројица одлазе у Шведску. На дневнику је обављена вест да се срушио авион за Шведску, који је полетио са Сарајевског аеродрома.                                                                                                   |

### 6. сезона (2014−2015)
| Бр. еп. (у серији) | Бр. еп. (у сезони) | Датум емитовања    | ТВ емитер     | Назив | Сиже |
| ------------------ | ------------------ | ------------------ | ------------- | --- | --- |
| 145                | 1                  | 3. новембар 2014.  | Нова ТВ (ХРВ) | Ако пријатељи и родбина не очекују твој повратак, онда твоје непокретности лако могу добити ноге. Није мудро организовати рођендан без слављеника, нити сахрану без покојника                                 | Иако су сви веровали супротно, Фазлиновићи су и овог пута успели преживети. Имали су срећу да закасне на авион који се срушио на свом путу за Шведску. Наравно, мислећи да су Фазлиновићи погинули, многи су се покушали окористити њиховим стварима. Изету су отуђене највредније ствари: Титова слика и боца максузије, док Фарук остаје без комплетне технике у продукцији Акорд. |
| 146                | 2                  | 4. новембар 2014.  | Нова ТВ (ХРВ) | Треба да се добро забринеш ако налетиш на кугара, поготово ако ти се отац у исто вријеме забавља са клавиром                                                                                                  | Да би се искупио, Самир мора Изету набавити клавир. Самир, наравно у свом стилу, краде клавир из Народног казалишта. Рефко, да би скупио новац за откуп технике из продукције Акорд, Џебри држи сатове клавира иако Рефко не зна свирати клавир. У Фаруков живот улази Индира која има за њега интересантан план. Да би откупио технику, Фарук је спреман на све па чак и да бавити се проституцијом. |
| 147                | 3                  | 5. новембар 2014.  | Нова ТВ (ХРВ) | Није се проблем скинути го, нарочито ако те нико не види. Правни систем је накарадан - лакше је изаћи из затвора, него ући у њега                                                                             | Изет и Самир су ухваћени. Изет има план како да изађу из затвора, а за реализацију им је потребан Рефко. Фаруку се пружа велика пословна прилика. Наиме, Бахро Бурек, ТВ продуцент, му је понудио да продукција Акорд снима ТВ серију. За реализацију тог посла му је потребна ХД камера. Да би скупио новац за куповину камере пристаје на Индирин пословни предлог. У Фаруков зивот поново улази Сенада која од њега тражи да престане радити лудости, али заборавља да је он Фазлиновић. |
| 148                | 4                  | 10. новембар 2014. | Нова ТВ (ХРВ) | Чак и ако признаш 86 кривичних дијела, не мора значити да ћеш одговарати за њих. Наравно, то нема пуно везе нити са додјелом старатељства, нити са часовима клавира                                           | Ментор, које је наследио 2 милиона долара, по свом адвокату Ризвану шаље ХД камеру. Међутим, камера му бива украдена. Самир нуди Фаруку да купи камеру, али Фарук нема довољно новца. У стану Фазлиновића постаје гужва. Барбара нуди Дамиру нагодбу: она неће тражити старатељство над Џебрицом ако јој Дамир уступи једну собу у њиховом стану. Изет запошљава Ладу, професорку клавира, а за противуслугу јој уступа своју собу. У Сарајево долази Чомбетов брат Куфе. |
| 149                | 5                  | 11. новембар 2014. | Нова ТВ (ХРВ) | Када си у ауту, прави се енглез. А ако продуцираш играну серију, добро пази да ти неко од укућана не дође на пробно снимање и да, због украдене камере, не завршиш у прдекани                                 | Бурек долази у студио Акорд како би са Фаруком договорио пробно снимање за серију. Да би организовао снимање недостаје му само једна ситница - ХД камера. Самир је ухваћен под сумњом да је украо Ризванову камеру. Ако је Самир у затвору, није Самирова камера. Фарук са Самиром ипак договара куповину камере, али ускоро управо због ње завршава у затвору. Дамир и Барбара желе обновити своју везу, али Дамир сумња да га Барбара вара са Изетом. |
| 150                | 6                  | 12. новембар 2014. | Нова ТВ (ХРВ) | Никада не бјежи из прдекане, то је најбољи пут да те опет ухапсе. И запамти да је спашавати пропао брак исто као оживљавати леш                                                                               | У Дамировој ординацији су се помешали медицински картони те, грешком, уместо да пацијенткињи повећа груди, Дамир их смањи. Дамир, под претњама њеног супруга, бежи и скрива се у Ладиној соби, (у којој она спава) игром случаја гола. Фарук је побегао из затвора и он се од полиције скрива у ормару у Ладиној соби, такођер, го. Сплетом околности ту их затићу Барбара и Сенада. |
| 151                | 7                  | 17. новембар 2014. | Нова ТВ (ХРВ) | Не вјеруј слијепцу који види, а прије важног пословног састанка буди опрезан са коктелима од медикамената. Када је одлазак на базен у питању, такођер опрез није наодмет                                      | Барбара и Дамир желе обновити своју везу те Барбара да би доказала да се променила, преузима на себе одржавање куће. Куфе да би поспешио зараду певајући на улици, маскира се у просјака. Ментору је у ухо ушла вода док се купао на базену па не чује најбоље. Бурек и Фарук су организовали пословну вечеру са директором телевизије која треба откупити њихову серију. На тој вечери Изет би требало да представи финансијски план. Међутим, Изет је попио таблете које је Барбара чистећи кућу, случајно помешала те су му отказали координација покрета и језика. Док Изет покушава доћи себи, Фарук тражи од наглувог Ментора и слепог Куфета да реше ситуацију представљајући их као тон мајстора и камермана. |
| 152                | 8                  | 18. новембар 2014. | Нова ТВ (ХРВ) | Ако си параноик, то не значи да те прогањају, исто као што код хипохондра није искључена могућност да има рак. Мој брајко, снимати пилот епизоду није мачији кашаљ                                            | Куфе страхује јер је читајући мамин дневник нашао гатарино пророчанство које каже да ће јој један син умрети на свој 37 рођендан, а Куфету је за десетак дана управо 37. рођендан. Фарук и Бурек почињу снимати пилот епизоду сапунице. Ликови у серији су свекар, снаха коју глуми Барбара и дјечак. Мама од дечака је Дамирова бивша девојка. Дамир сумња да је дечак његов син те узима длаку за ДНК анализу. Барбара чује да је Дамир радио ДНК анализу и хвата је паника. |
| 153                | 9                  | 19. новембар 2014. | Нова ТВ (ХРВ) | Ако лаже коза, не лаже ДНК. Узгред, џепарење је трка на 400 метара са препонама, никад не смијеш стати | Изет, играјући се жмурке са Џебром скрива се у ормар у Дамировој соби. Тако скривен у ормару чује разговор у којем Барбара Дамиру признаје да постоји сумња да Џебра можда није његов син. Изет је ван себе ради те информације, те се не трезни данима. Куфета посећује инспектор из Завода за пензијско осигурање с' циљем да провери да ли је његов отац жив, обзиром да има информацију да неко други прима његову пензију. Самир добија улогу џепароша у сапуници, али се он и превише уживљава у улогу. |
| 154                | 10                 | 24. новембар 2014. | Нова ТВ (ХРВ) | Ако је дијете агресивно, то не мора бити велики проблем, можда само ужива када наноси бол другима. Сумња је сасвим довољан повод да се некога прогласи хомосексуалцем, па макар је он то и стварно            | Изет је пресретан ради информације да је Џебра његов праунук. Џебрина учитељица упозорава Дамира и Барбару да Џебрина агресивност може бити последица њиховог развода брака. Дамир и Барбара организују вечеру за све чланове породице Фазлиновић. Фарук обећава Сенади да ће се уозбиљити и престати са свим глупостима. Марија има новог момка и то председника управног одбора Херцеговачке телевизије. |
| 155                | 11                 | 25. новембар 2014. | Нова ТВ (ХРВ) | Тачно је да пластична операција може подмладити жену, али је исто тако истина да након пластичне операције жена може бити чак и љепша. Утјеривање дугова је легалан посао, једини је проблем што није законит | Пајсер и Клофа, гањају Куфета ради коцкарског дуга. Барбара планира велико венчање, те наговара Дамира да дугове својих клијената наплати преко утеривача дугова. Фарук и Изет се такмиче око Биљане, Фарукове професорке биологије из средње школе, не слутећи да их она само жели искористити. |
| 156                | 12                 | 26. новембар 2014. | Нова ТВ (ХРВ) | Основни узрок за разводе је брак. Да нема бракова, не би било ни развода. Кад већ припадаш љепшем сполу, шта те руководи да желиш бити ружнији?                                                               | Дамир и Барбара планирају венчање, међутим ни не слуте да је Мариофил, који им је био адвокат приликом развода, заборавио предати папире на суд, те да они никад и нису били разведени. Фарук сумња да је Јуре, Маријин нови момак, хомо те да је променио пол и наговара Марију да прекине с' њим. |
| 157                | 13                 | 1. децембар 2014.  | Нова ТВ (ХРВ) | Играна серија нема пуно везе са металургијом, али се крађа сценарија ипак сматра индустријском шпијунажом. Мада семантички вуку исти корјен, полагање возачког и полагање камен темељца, немају никакве везе  | Бурек сазнаје да им неко краде сценарије и продаје другој продукцијској кући. Фарук сумња на Марију, а Изет на Барбару те прати Барбару како би доказао своје сумње. Међутим, како му је раније одузета возачка, Изет завршава у затвору због вожње без возачке дозволе. |
| 158                | 14                 | 2. децембар 2014.  | Нова ТВ (ХРВ) | Не треба вјеровати рођацима, нарочито када лажу. А ако је напољу пљусак, велика је вјероватноћа да је вријеме облачно                                                                                         | Изет и даље покушава открити ко продаје њихове сценарије конкурентској продукцијској кући. У ту сврху ангажује и Ђидо Мову, те заједно ступају у акцију. Фарук је на састанку на слепо с' Маријином рођаком, али га више занима Куфетова "рођака" Ана. |
| 159                | 15                 | 3. децембар 2014.  | Нова ТВ (ХРВ) | Ако довољно често прислушкујеш туђе разговоре, може ти се десити да чујеш и нешто корисно. Истина и лаж, као небо и земља, ипак се сусретну тамо негдје на хоризонту                                          | Сенада одлучује Фаруку дати још једну шансу, али Фарук треба доказати њеним родитељима да се уозбиљио. Стога она организује вечеру. Снимање серије је прекинуто због недостатка финансија. Изет и Ђидо Мова, да би сазнали где Фарук чува паре које је добио продајом миксете, дају Фаруку серум истине. |
| 160                | 16                 | 20. март 2015.     | Нова ТВ (ХРВ) | Није проблем оставити алкохол, проблем је шта радити ако не пијеш? Ако знаш гдје се крије, онда није проблем пронаћи особу која је нестала                                                                    | Фарук моли Сенаду да им да још једну шансу. Сенада пристаје под условом да увери њене родитеље да се уозбиљио. Дамир жели Марији и Барбари доказати да и он може бити луд, те тражи од Куфета да му набави неку дрогу. Куфе му у фрижидер оставља чај од наркотика. Међутим, уместо Дамира, тај чај попије Фарук. |
| 161                | 17                 | 21. март 2015.     | Нова ТВ (ХРВ) | Ако имаш однос са снахином мајком, то није инцест, али је ипак угодно. За лихварење је потребно двоје, а пожељно је да бар једно буде токмак                                                                  | Куфе позајмљује паре од каматара како би спасио снимање серије, те Пајсер и Клофа траже Фарука како би наплатили дуг. И док је у Сан Рему организовано заједничко гледање прве епизоде серије, Фарук се скрива у хотелској соби. У истом хотелу у тајности се састају Изет и Ружа. Сенада тражи Фарука како би поново покушали да обнове своју везу. |
| 162                | 18                 | 22. март 2015.     | Нова ТВ (ХРВ) | Иако је именица "сало" семантички корјен мушког имена "Салко", неко ко се тако зове не мора бити дебео. Ако човјеку увриједиш оно њему најврједније, нико ти не може одузети шамар који ти припада            | У Сан Рему се наставља снимање серије, а једна од улога додељена је глумици Персиди из Београда. Ментор је разочаран својим љубавним животом, све док се не појави Персида звана Сида. Фарук, због великог телефонског рачуна одлучује користити бебифон за комуникацију између њега и продукције Акорд. Игром случаја, преко бебифона чује разговор између Ментора и Куфета из којег закључује да Ментор болује од неизлечиве болести. |
| 163                | 19                 | 27. март 2015.     | Нова ТВ (ХРВ) | Ако имаш проблема са меморијом, једи што више бијелог лука. Ако ништа, бар ће ти смрдити из уста. Некад је боље да тебе чекају, него да ти касниш                                                             | Фарук обећава Сенади да ће се, након низа неспоразума због којих су се мимоилазили, наћи с' њом тачно у три сата. На суду је заказано рочиште на којем се Изет мора појавити. Дамир набавља лек за Барбариног брата, који ако се конзумира са алкохолом, доводи до губитка памћења. Изет и Фарук уместо да попију минерале за подизање имунитета, попију те лекове, наравно залијевајући их с' лозом, те обојица губе памћење. То доводи до тоталног хаоса. |
| 164                | 20                 | 28. март 2015.     | Нова ТВ (ХРВ) | На сваки могући начин треба избјећи тужбу, па макар се проблем ријешио и мимо суда. Након свега, пољубити се са коњем и није тако грозна ствар                                                                | Изетова љубавна идила изненада даје другачији смисао када је Изет сазнао да је она титомрзац, те се завршава и физичким обрачуном. Мариофил проналази решење да спасе Изета од оптужби за напад на Ружу. Изет је у овом плану спреман на све. |
| 165                | 21                 | 29. март 2015.     | Нова ТВ (ХРВ) | Састанак на слијепо је као и вожња аута на слијепо: Можеш возити, али врло вјероватно нећеш далеко добацити. Не каже се у народу џаба: Једном кењац, вазда магаре                                             | Марија, да би помогла Фаруку да изађе из депресије, у Сан Ремо поставља билијарски сто. Куфе и Ментор имају план како да зараде паре, те наговарају Фарука да им позајми опрему како би снимали спотове. Фарук пристаје, али само под условом да нађу озбиљне клијенте. Куфе је нашао први посао - треба снимити спот за билијар клуб. Власник тог билијар клуба је Горан, Фаруков пријатељ из средње школе од којег Фарук има трауме. Да би пребродио трауме мора се доказати да је бар у нечему бољи од Горана. Међутим, на крају испада магарац. |
| 166                | 22                 | 30. март 2015.     | Нова ТВ (ХРВ) | Добро отвори очи ако користиш слишалице са каблом. Можда контејнери за смеће изгледају непризорно, али то не значи да их је лијепо видјети                                                                    | Да би утопио тугу за Сенадом, Фарук се препушта звуцима гласне музике. Наравно Изета то јако нервира, па Фарук набавља вајрлес слушалице. Изет је договорио рандеву са Бранком како би покушао изгладити ствари. Сенада пристаје доћи код Фарука како би још једном разговарали. Међутим, због покварених врата на балкону њихови договори и овај пут пропадају. |
| 167                | 23                 | 31. март 2015.     | Нова ТВ (ХРВ) | Мушкарци лакше подносе пород него хемероидне тегобе. Ако ниси сигуран да ли си у сну или на јави, назови Памелу Андерсон и питај је да има секс са тобом. Ако пристане, немој се будити!                      | Марија се боји да је латентно заљубљена у Фарука. Фарука, који је био потпуно обузет мислима о Сенади, удари камион, те завршава у болници. Док је Фарук био у болници, Сенада је изашла са Самиром што утиче на Фарука да донесе одлуку да изађе из депресије и заврши са својом опседнутошћу Сенадом. А у томе ће му несебично помоћи Марија. |
| 168                | 24                 | 1. април 2015.     | Нова ТВ (ХРВ) | Неке одлуке у животу је најбоље пресјећи ножем. Рецимо, шниту круха. Потпуно се иста медицина практикује на западу и код нас. Али ако су медицинске сесте швеђанке, онда треба преферирати шведску болницу    | Изет има здравствених проблема те мора на операцију. Фарук се не може одлучити са којом женом жели бити: Сенадом или Маријом. Изет, да би платио операцију у Шведској, одлучује продати стан. И то не било коме. |

### 7. сезона (2015)
| Бр. еп. (у серији) | Бр. еп. (у сезони) | Датум емитовања | ТВ емитер     | Назив                                 | Сиже |
| ------------------ | ------------------ | --------------- | ------------- | ------------------------------------- | --- |
| 169                | 1                  | 5. април 2015.  | Нова ТВ (ХРВ) | Неимар, Шпанац и брат                 | У породици Фазлиновић ситуација се драстично променила. Изет је у Шведској, Дамир, Барбара и Џебра су у новом стану, а Марија и Фарук идилично живе у свом љубавном гнезду - старом стану Фазлиновића. У продукцију Акорд долази Фуфе, трећи Чомбетов брат за којег се мислило да је умро. Марија је стан прилагодила себи, запослила конобарице у Сан Рему, и из дана у дан контролише сваки Фаруков покрет, понашање и размишљања. Идеалан живот за Марију, а онда се ситуација вртоглаво мења. |
| 170                | 2                  | 6. април 2015.  | Нова ТВ (ХРВ) | Сценарист, глумци и вјетрови          | Дамир своју депресију и тугу лечи великим количинама алкохола. Марија преузима функцију председавајућег на Изетовим састанцима уводећи контролу и на том пољу. Продукција Акорд је у финансијским проблемима, што је природно стање за Фарукову фирму. Изет је написао свој први сценарио који је прихватила Телевизија, те продукција Акорд улази у снимање серије. Обзиром да Акорд не може финансирати глумце, Марија проналази решење. |
| 171                | 3                  | 7. април 2015.  | Нова ТВ (ХРВ) | Пијанац, убиство и пас                | Фарук континуирано има ноћне море којих се не може решити. Дамир и даље пије, али овог пута ће му се се, можда, алкохорисано стање у којем је данима и испалатити. Марија покушава спојити Изета са једном госпођом која је стамбено ситуирана како би се решила једног проблема. Можда би јој и пошло за руком да се није упетљао Фуфе. |
| 172                | 4                  | 8. април 2015.  | Нова ТВ (ХРВ) | Гипс, телевизија и спонзоруша         | У продукцију Акорд долази ТВ екипа како би снимили репортажу о серији „Дон Жуан са Алипашиног поља“. Изет и Фарук се договарају око изјава, али се ни један не држи договора. У Сан Ремо долази Николина, која је јако заинтересована за Дамира. Међутим, како је Дамир стално пијан, он то не примјећује. Марија му покушава скренути пажњу, али он погрешно схвата. |
| 173                | 5                  | 11. април 2015. | Нова ТВ (ХРВ) | Непушач, сарма и деложација           | Марија и Фарук констатују да је крајње време да се Изет и Дамир одселе из стана. Дамир није проблем, али не знају како да се реше Изета. У међувремену, Изет је појео три тањира покварене сарме у Сан Рему. То тровање он схвата као покушај убиства, те ситуацију окреће у своју корист. |
| 174                | 6                  | 12. април 2015. | Нова ТВ (ХРВ) | Ренесанса, земљотрес и психологија    | Изет дане и ноћи проводи учећи историју уметности. Његов мотив је наравно жена. Међутим, ни не слути да је погрешио у процени. У тренутку док Сарајево тресе потрес, у Дамирову ординацију долази Анита. Анита има психички проблем везан за сексуаланост. Може доживети оргазам само када је у непосредној животној опасности. Наравно, за тај њен проблем Дамир касно сазнаје. |
| 175                | 7                  | 13. април 2015. | Нова ТВ (ХРВ) | Пијанство, воајерство и старатељство  | Одлуком Суда, Џебра са Фазлиновићима може проводити само 4 сата седмично. Изет је одлучио игнорисати одлуку Суда и зато Барбара позива социјалну радницу. У међувремену Изета приводи полиција, а томе присуствују социјална радница и Барбара, те социјална радница одлучује да Фазлиновићима у потпуности забрани виђање детета. Међутим, када мисле да је све изгубљено, Фарук ће ипак извући аса из рукава. |
| 176                | 8                  | 14. април 2015. | Нова ТВ (ХРВ) | Авион, пиштољ и банка                 | Директор телевизије поставља услов Фазлиновићима: или ће ангажовати глумца Владу Младеновића или одустају од финансирања серије. Владо је најскупљи глумац у региону и Фазлиновићи немају новац да плате његов хононар, па ће морати зауставити снимање. Међутим, Фарук на чуђење свих проналази новац. У близини стана Фазлиновића је опљачкана банка, а Изет у Фаруковој соби проналази фантомку и пиштољ. |
| 177                | 9                  | 15. април 2015. | Нова ТВ (ХРВ) | Дневник, краљица и смрт               | С' обзиром да је пала гледаност серије, Фарук је морао удовољити захтеву директора телевизије и ангажовати познатог глумца Владу Младеновића. Кад су потписивали уговор, Изет није имао наочаре, па је Владо на превару, у уговор уписао своје захтеве. Те захтеве није лако испунити и Фарук се нашао у великом проблему. Изет покушава на све могуће начине извући ситуацију, али тврд је орах Владо Младеновић. Један од захтева је и да за одмор има потпуно белу собу, те се просторија студија Акорд претвара у потпону белу просторију. Фуфе је нашао дневник своје маме у којем јој гатара прориче да ће један од њених синова умрети на свој 37. рођендан. Фуфета то јако погађа те не престаје пити. Да би наставили снимање, Ментор, потпуно алкохолизисаног Фуфета, смешта у студио који је сада потпуно бео. |
| 178                | 10                 | 18. април 2015. | Нова ТВ (ХРВ) | Папига, циркус и поткровље            | Дамир, у алкохолисаном стању, купује од Фуфета папагаја и доноси га кући. Марију и даље нервира Изетово понашање у кући. Игром случаја сазнаје да је тавански простор у њиховој згради празан те добива идеју да Изета усели у поткровље. Изет има задатак да прикупити потписе од свих станара. Проблем су Милорад и Садета. И таман кад помисли да ће му суседи потписати сугласност, папагај проприча. |
| 179                | 11                 | 19. април 2015. | Нова ТВ (ХРВ) | Ружа, мобител и деменција             | Иако су имали бурну прошлост, Изет и Ружа су поново заједно. Знајући да би наишли на неодобравање чланова своје породице, они се одлучују скривати. Међутим, Дамир посумња и на све начине их жели раскинути. Чак на Изетовом мобилном телефону инсталира апликацију за праћење. Али с' Изетом није лако водити битку. |
| 180                | 12                 | 20. април 2015. | Нова ТВ (ХРВ) | Инфантилност, заљубљеност и интернет  | Дамир и даље покушава ухватити Изета и Ружу на делу, а овог пута срећа му се осмехнула. Сад кад је ухваћен, Изет покушава на све "изетовске начине" и даље остати са Ружом у вези, а да Дамир и Барбара то прихвате. С' друге стране, Фарук је схватио да се Марија према њему понаша више ка мајка него као животни партнер те жели ту ситуацију променити. У Сан Ремо долази Маријина дугогодишња пријатељица Индира која се бави спајањем парова преко интернета. Видевши Индиру, Изету су се упалиле лампице. |
| 181                | 13                 | 21. април 2015. | Нова ТВ (ХРВ) | Мјесечница, свијећњак и танц          | Дамир је разочаран како се према њему понашају Изет и Фарук, те ин се одлучује осветити. Прилика за освету је дошла и пре него се надао. Марија и Фарук славе годишњицу и Марија се с' Дамиром саветује шта да поклони Фаруку. У Сан Рему је организована плесна вечера и Ружа позива Изета на плес. Изет има мали проблемчић - не зна плесати, али у свом маниру пред Ружом хвали своје плесачке способности. И уместо да му дозволи да сам себи поломи ногу, Дамир му нуди друго решење. |
| 182                | 14                 | 22. април 2015. | Нова ТВ (ХРВ) | Драма, фотографија и раскид           | Ружа поставља Изету ултиматум: или ће склонити слику Маршала са регала у дневној соби или је са њиховом везом готово. Изет пристаје да склони слику Маршала, али како код њега нема компромиса, Ружу ће дочекати изненађење у дневној соби. Марија сазнаје за радио драму коју је Фарук снимао пре неколико година, а с' којом се баш и нису прославили, те проналази начин како да дође до ње. |
| 183                | 15                 | 25. април 2015. | Нова ТВ (ХРВ) | Глумица, краљевић и холестерол        | Марија би ишла у биоскоп, а Фаруку се баш и не иде. Стога, он измишља причу о Марку из Аустралије који долази у Сарајево на два сата и то баш у време када почиње филм. Међутим, ни не слути да ће случајни пролазник у Сан Рему искористити ту његову измишљотину и чак успети Марији да узме 2.000 евра. Дамир среће Ладу која се вратила из Америке и међу њима почиње романса. Лада моли Дамира да, ради пословног односа који она има са његовим оцем, њихова веза остане у тајности. Како се Дамир данима не трезни, Марија и остали Фазлиновићи мисле да је полудео и да халуцинира, те се он свим силама труди да докаже супротно. |
| 184                | 16                 | 26. април 2015. | Нова ТВ (ХРВ) | Рођендан, дијагностика и СУБНОР       | Изету је рођендан те му остали укућани спремају изненађење. Но, уместо славља, све им креће по злу. Изета толико изненаде да он пада у несвест. Марија прислушкујући Изетов и Дамиров разговор, погрешно схвата да је Изет смртно болестан. У том тренутку се у Марији пробуди за њу не тако карактеристична емпатија и она то јако тешко подноси, чак и плаче. Дамир је невалентан према Лади и она жели да успоре њихову везу. Милорад жели сменити Изета са места председника СУБНОР-а којим је он председавао последњих 40 година. Међутим, то је ипак Изет. Захваљујући његовој „Црној књизи“ ипак ће остати на својој позицији. |
| 185                | 17                 | 27. април 2015. | Нова ТВ (ХРВ) | Трипице, самоубиство и бијело одело   | Марија планира свечану вечеру поводом годишњице и за ту прилику код кројача наручује бело одело за Фарука. Изет се одлучио почастити и спрема трипице. Међутим, остали укућани не уживају у мирису трипица које се кувају у лонцу те је Изет присиљен трипице кувати у купатилу. Фарук је забринут да би Дамир могао починити самоубиство. Од депресије га спашава Лада која се жели помирити са њим. Међутим, истовремено би и Барбара хтела да обнове своју везу. Дамир се одлучује за Барбару, али пре него што стигне ишта рећи Лади, њих две се срећу у дневној соби и све се завршава катастрофом. |
| 186                | 18                 | 28. април 2015. | Нова ТВ (ХРВ) | Фокус, хазард и смрт                  | Дамирова животна фаза пуна порока у пуном је јеку те осим што се опија, почиње и коцкати. Нажалост, коцка га баш и није кренула те је Мурису дужан 10.000 Евра. Да би помогао унуку, Изет одлучује исценирати његову смрт, а у томе му помажу Фарук и Марија. Док непознати леш лежи у спаваћој соби, на саучешће долазе пацијенти које је Дамир оперисао. Међу задовољним пацијентицама је и Саџида, игром случаја Мурисова супруга. Ситуацију додатно компликује и то што је она учесница фокус групе коју организује телевизија и од чијег гласа зависи хоће ли Фарука сменити са редитељске позиције те је Изет одлучује спречити да оде из стана закључавши је у собу у којој се крије Дамир. Лудило доживљава кулминацију у тренутку када у стан долази Мурис.                                                      |
| 187                | 19                 | 29. април 2015. | Нова ТВ (ХРВ) | Мост, матура и аларм                  | Ближи се годишњица матуре и Фарука је ухватила меланхолија. Сваке године, за разлику од својих бивших другова, се нема са чим похвалити. Међутим, ове године је другачије. Сада је режисер, има и Марију, али он жели засјати у пуном сјају. Представља се као власник стана од 250 м2 и власник кафића Сан Ремо. Чак пристаје и на то да трошкови прославе буду на његов рачун. У жељи да остави што бољи утисак, одлучује и изнајмити одело. Изет и Дамир се утркују у доказивању да им је породица важнија од жена, али када се појаве жене, схаватају да то баш и није тако. |
| 188                | 20                 | 2. мај 2015.    | Нова ТВ (ХРВ) | Јагње, јаре и убиство                 | Полиција је поново морала интервенисати код Фазлиновића. Наиме, Изет је наручио свеже јагње и јаре из Попова поља. Како је његово понашање постало неиздрживо за Марију, Фарук му сређује да проведе викенд у Дубровнику. Како на дан његовог одласка стиже свеже месо које је наручио, изет задужује Дамира да га изреже. Међутим, Лада долази на вечеру и Дамир јагње и јаре замотано у белу тканину носи у подрум. То је видела комшиница Садета која посумња да је он убио Барбару те позива полицију. Рефко се вратио у Сарајево и покушава вратити свој стари посао. |
| 189                | 21                 | 3. мај 2015.    | Нова ТВ (ХРВ) | Пинокио, трудноћа и геријатрија       | С' обзиром да Изет води Фарукове Финансије, Марија је уверена да га он поткрада. Стога, када се у продукцији Акорд појави Индира, власница старачког дома, са захтевом да јој Фарук продуцира рекламу, Фарук одлучује тај посао учинити сам и без Изетовог знања. Међутим, како Изету ништа не може промаћи, па тако ни Фарукови тајни пословни састанци, он све погрешно схвата и креће у акцију. Рефко и Фуфе имају план како да дођу до једине ствари која им недостаје у зивоту: секса. За то су им потребна колица за бебу, али не и беба која ће се случајно наћи баш у њиховим колицима. |
| 190                | 22                 | 8. мај 2015.    | Нова ТВ (ХРВ) | Адвокат, одвједник и зановјетник      | Рефко и Фуфе покушавају открити који су њихови таленти. Први се јавља Рефко, откривши да има способност да по мирису препозна све састојке неког јела. Стога, Мурис у Сан Рему организује кладионицу. Рефко је успешно доказивао свој таленат све док се у Сан Рему не појави Изет. Дамир и Барбара су поново на суду. Барбара тражи већу алиментацију. Да би доказао да нема новца, Дамир ангажује адвоката Мариофила. Мариофил посебним методама уз скупе вечере и вино, успева наговорити Барбару да повуче тужбу, али их те методе одводе и много даље. |
| 191                | 23                 | 9. мај 2015.    | Нова ТВ (ХРВ) | Љубав, трице и прошлост               | Дамир је љубоморан на Барбару и Мариофила. Изет верује да још увек постоји хемија између Марије и Мариофила, а он и Дамир се слажу у мишљењу да је Фарук дубоко несрећан са Маријом. Све те околности Дамиру дају идеју. Да би ослободио стан, Фарука шаље у Беч на концерт Ролингстонса, Изета на утакмицу, мења браву на вратима како би задржао Марију у кући, а Мариофила зове на састанак. Иако изгледа да ће пљусак који напољу пада све покварити, ствари ипак иду у Дамирову корист. |
| 192                | 24                 | 10. мај 2015.   | Нова ТВ (ХРВ) | Увод, бљескав унатраг и висећа литица | Фазлиновићи су у меланхоличном расположењу. Фарук је опет онај стари, откопчан и непочешљан. Изет сазива састанак Фазлиновића с' обзиром на то да поново заузима место председавајућег. За ту прилику набавља и бачву од 500 литара пуну ракије. Рефко и Фуфе се спремају за штрајк, а за председника штрајкачког одбора именују Ментора. Захтеви штрајкача бивају задовољени оног тренутка када им Фарук по Ментору пошаље канистар максузије. |

### 8. сезона (2015)
| Бр. еп. (у серији) | Бр. еп. (у сезони) | Датум емитовања   | ТВ емитер     | Назив                                                                             | Сиже |
| ------------------ | ------------------ | ----------------- | ------------- | --------------------------------------------------------------------------------- | --- |
| 193                | 1                  | 15. мај 2015.     | Нова ТВ (ХРВ) | Поштар је донио пакет, али нико не зна за кога је поклон                          | У Фаруков живот поново улази Сенада, али овај пут са бебом. Након првобитног шока који резултира падом у несвест, договарају да ће урадити ДНК тест како би утврдили очинство. Фарук је у нади да је дете његово и да ће се поново помирити са Сенадом. Он са нестрпљењем очекује налазе. Зато одлаже све пословне обавезе, па редитељску палицу у продукцији Акорд преузима Фуфе, што наравно завршава катастрофом. Ситуацију додатно компликује и сат, који заједно са љубавном поруком без потписа стиже на адресу Фазлиновића. |
| 194                | 2                  | 16. мај 2015.     | Нова ТВ (ХРВ) | Фарук је тотално пук'о, а Изет и Дамир покушавају да му помогну                   | Након краха са Сенадом и Маријом, Фарук је у дубокој депресији. Чак губи интерес за билијар и алкохол. Почиње и халуцинирати те му се од Ладе привиђају Сенада и Марија. Терапија доктора Ђуричка му је мало помогла, али сви верују да су таблете прелазно решење и да се Фарук треба заљубити. Сви се бацају у акцију упознавања Фарука са неком женом, али нажалост њихов труд је за Фарука контрапродуктиван. Фарук је изгубио интерес за све, па тако и за посао те Фуфе преузима редитељску позицију у Акорду. Тај његов покушај режирања води ка тоталној катастрофи. |
| 195                | 3                  | 17. мај 2015.     | Нова ТВ (ХРВ) | Фарук је полудео чак и више него у претходној епизоди, а Изет гања пуха           | Фаруково психичко стање се погоршава. Сада га у мислима прогању све четири његове бивше девојке: Марија, Сенада, Тања и Ајна. Иако покушава сакрити њихово присуство од околине, сви виде како се он сам са собом расправља и свађа... Сви су забринути за њега, а Дамир тражи помоћ доктора Ђуричка. Фаруку лекови помажу све до тренутка док га у Сан Рему не дочекају Ајна, Тања, Сенада и Марија. Изет води битку са мишом у кући. Испробава све од клопки до нинџа метода. |
| 196                | 4                  | 22. мај 2015.     | Нова ТВ (ХРВ) | Дамир из подрума узео пројектор, а Фаруку у посјету дошао стари другар            | Изет је на Интернету прочитао текст о штетности конзумирања кафе те је покушава избегавати. Због тога преспава цели дан. Када му Дамир, такође на Интернету, пронађе текстове о користи кафе, почиње је пити у литрама. Убрзан од великх доза кофеина одлази у Сан Ремо где је Марија увела пројекције филмова са Супер 8 пројектора. Фарук и Дамир налазе старе породичне филмове и одлучују их опрегледати. Пројекцију стопира Марија када међу породичним тракама Фазлиновића залута и једна сумњивог садржаја коју је Изет донео из Шведске. |
| 197                | 5                  | 23. мај 2015.     | Нова ТВ (ХРВ) | Када Изет фолира да снима серију, а Рефко се бори са величином органа             | Изет користи положај сценаристе како би освојио Џеваду, младу амбициозну глумицу аматерског позоришта из Високог. То му и полази за руком, али је претходно морао исценирати снимање пилот епизоде. Фарук и Дамир су љубоморни на Изета, а ситуацију додатно компликује Лада, која сумња да је Дамир у вези са Џевадом. Због тога интервенише и полиција. Рефко има проблем са величином полног органа те на Интернету тражи решење. Марија са великим интересовањем прати Рефкину поруџбину. Међутим, на досетљивост превараната је замало и она насела. |
| 198                | 6                  | 24. мај 2015.     | Нова ТВ (ХРВ) | Изет не би да се Дамир жени, а Фуфе улази у туризам на велика врата               | Изет верује да је Лада класичан пример његове теорије коферуше: „кратак је пут од денталне хигијене, преко интимног памука, до мирног сна“. Још, када у Дамировој соби нађе кутијицу са прстеном, постаје потпуно сигуран да ће Дамир оженити Ладу. Међутим, у жељи да их растави, ангажује и Ђидо Мову како би нашао компромитујуће ствари из Ладиног живота. Међутим, како их нема, они их одлучују измислити. Фуфе тражи хонорарни посао. Уз малу Маријину помоћ (и наравно добру Маријину рачуницу), постаје туристички водич. |
| 199                | 7                  | 5. октобар 2015.  | Нова ТВ (ХРВ) | Мада њихов живот јесте Reality Show, Фаруку реално прети година робије            | Изет је усамљен и ради тога се не трезни данима. У Сан Ремо долази Фуфетова рођака Мимица, проститутка коју је време прегазило. Сазнавши да Изет има велики стан у центру Сарајева, одлучује га завести. Чак успева удати се за њега исто вече. Изет се ујутро ничега не сећа и препадне се када угледа прстен на својој руци. Продукција Акорд је у новом пројекту – снимају ријалити шоу. Марија такође учествује, опремом. У ријалитyју учествују сви, а звезда вечери је управо Мимица. |
| 200                | 8                  | 3. новембар 2015. | ТВ Прва (СРБ) | Нова Година куца на вратима 1                                                     | Новогодишња је ноћ и старо се друштванце окупља. Самир, који у бегу од полиције неколико година проводи у Хрватској, враћа се у Сарајево сa планом да организuje новогодишњу забаву на којој ће запросити своју нову девојку. Девојка је Ајна! И Споменка се вратила у Сарајево заједно са својим вереником Златком. Информација о њеном повратку толико шокира Изета да пада у несвест. Не знајући за Златка, од Дамира тражи да истражи који је разлог њеног повратка, а нада се да је разлог управо он. За организацију забаве задужен је Самиров кум Мурис. Међутим, Фазлиновићи нису позвани на Самирову забаву. Фуфе има нови изум, патентира зимско пиво. |
| 201                | 9                  | 4. новембар 2015. | ТВ Прва (СРБ) | Нова Година куца на вратима 2                                                     | Припреме за забаву су у току. Мехо кити јелку, Ментор и Фуфе треба да снимају забаву. Фазлиновићи су ипак позвани на забаву. Међутим, Марија не стиже рећи Фаруку ко је Самирова вереница. Изет од Дамира добија дезинформацију да се Споменка вратила ради њега. Забава почиње и сви су на окупу. Фарук скупља храброст да призна Ајни да је још воли, а храброст тражи у пићу. Међутим у тренутку када јој треба признати, он измишља лаж која на крају завршава батинама. Изет је у несвести од када је сазнао да је Споменка у вези са Златком. Забава завршава у тренутку када уместо да Ајни да прстен, Самир добија наруквице али полицијске. |
| 202                | 10                 | 6. октобар 2015.  | Нова ТВ (ХРВ) | Фарук се намјерио на докторицу, а Изет на сач                                     | У Сан Ремо долази Аида, Маријина пријатељица дерматолог. Сви су очарани Аидином лепотом. Изет је одмах заводи, али га она одбија. Мурис, да не би дошао у искушење, напушта Сан Ремо. Остаје Фарук који нема храбрости. Како је Аида докторка, Фарук се о њој распитује код Дамира. Дамир одлучује помоћи Фаруку те организује састанак са Аидом у њиховом стану. Изет верује да Фарук нема никакве шансе па тако пада и опклада. Након што остану сами у соби, Фарук се толико збуни да почне лагати да има дерматолошке проблеме. На крају бар добије опкладу. |
| 203                | 11                 | 7. октобар 2015.  | Нова ТВ (ХРВ) | Изет је у ратарском бизнису, а Фарук се навукао на лијепак                        | Изет је успео зарадити 100.000 €. Имао је генијалну идеју. Организовао је такмичење за највећу тикву. Тикве су пристизале из свих крајева тако да је на крају такмичења, имао пуна два велика складишта. Након што је исплатио награду, тикву је продао и тако зарадио ту суму. У изетовском маниру, он тачно зна где ће уложити тај новац. Фарук и даље смишља како да позове Аиду на пиће. Фуфе га одлучује орасположити те ангажује Лили, егзотичну плесачицу. У студију је направљена атмосфера, Фарук стиже и Лили почиње изводити стриптиз. У заносу, Фарук спушта руку у супер лепак те се залепе његова и Лилина рука. Трагајући за разређивачем који ће их одлепити, Фарука и Лили ће видети сви који не би требало да их виде. |
| 204                | 12                 | 12. октобар 2015. | Нова ТВ (ХРВ) | Фарук је коначно догурао до психијатра, а Изет до добитне конбинације             | Фаруку је додељен психијатар вештак да анализира његово психичко стање у тренутку када је починио кривично дело – бацио је Фуфета сa другог спрата, то је изазвало ланчани судар пет аутомобила, неколико људи је повређено. Али сплет глупих околности довели су до тога да је Фарук у том тренутку заиста и био неурачунљив: Аида га је одбила, Изет му је продао плоче, Фуфе слупао ауто и уништио камеру, итд. Међутим, није Фарук био једини којем се судило тај дан. И Изет је имао сличан проблем. |
| 205                | 13                 | 13. октобар 2015. | Нова ТВ (ХРВ) | Трчи Фарук, трчи                                                                  | У продукцију Акорд долази полицајац ухапсити Фарука ради неплаћеног пореза, а како га не налази оставља Фуфету поруку да Фарук може тражити одгоду. Фуфе покушава пренети Фаруку поруку, али Фарук га не жели саслушати и то га води директно у затвор. И то није једина катастрофа. У ципелама са кожним џоном оклизне се на степеницама у Сан Рему, повреди Аиду, њој помогне Борко, власник пиваре, који је дошао са Фаруком разговарати о послу. Од посла, али и од Аиде нема ништа. Још је ту и Фуфе. Да ли је то судбина или би све могло бити другачије да је Фарук када је излазио из куће, уместо ципела обукао патике? |
| 206                | 14                 | 14. октобар 2015. | Нова ТВ (ХРВ) | Фарук је Бања Лука, а Изет Чегевара                                               | Изет је уверен да друг Тито од њега очекује велике ствари: револуцију, борбу против капиталистичког израбљивања. Због тога, а наравно у потпуно алкохолизованом стању, ради на томе да га ухапсе због политичког деловања. И у томе успева. Боравак у затвору оставио је последице на Фаруково психичко стање, те му се руке не престају трести. Дамир из етичких разлога му не жели написати рецепт за седатив. Фарук, да би дошао до седатива, спреман је на све, чак и ангажује глумицу да имитира Барбару. |
| 207                | 15                 | 17. октобар 2015. | Нова ТВ (ХРВ) | Фарук је у потрази за пријатељима, а Изет за прељубницима                         | Фарук има карте за концерт, али је разочаран кад схвати да нема сa ким ићи. Међутим, случајни сусрет у Сан Рему ће променити ситуацију и родиће се ново пријатељство. Др. Ђуричко моли Дамира да му помогне да се извуче из везе коју има са пацијенткињом. Дамир му помаже, али сплетом околности, Дамир на вечеру уместо његове љубавнице, одведе његову жену. Ђидо Мова поново ангажује Изета у једном детективском задатку и управо треба пратити Др. Ђуричка, али и његову жену. |
| 208                | 16                 | 19. октобар 2015. | Нова ТВ (ХРВ) | Док једни жонглирају, други скијају                                               | Изет је поново у вези, и то са две даме истовремено. Једна од њих, Милена, је директорка маркетиншке агенције и Авдијина шефица. Фаруку је посао неопходан те успева наговорити Милену да продукцији Акорд повери снимање спотова за њеног клијента. Међутим, ствари му баш и не иду на руку. Авдија треба координирати пројектом продукције спотова, али он своју фрустрацију због везе између Дамира и његове бивше жене, лећи на Фаруку. И баш када Авдија попусти у својој намери да уништи посао, Изет изгуби контролу у маневрирању двема везама. Љута, Милена посао поверава другој продукцијској кући. У међувремену, Дамир се игра са животом. Мубина је обожаватељка адреналина и екстремних спортова и Дамир је одлучује пратити. Тако прихвата позив за екстремно ноћно скијање. На располагању има цело послеподне да уопште научи скијати. Инструктор му је Изет и часови се одвијају на тепиху у дневној соби. |
| 209                | 17                 | 20. октобар 2015. | Нова ТВ (ХРВ) | Терминатор болује од хипохондрије                                                 | Фуфе верује да терминатори постоје и доказе налази у властитом окружењу. Изет и Фарук носе холтере како би проверили рад срца. Чудне их ствари узнемиравају. Изет болује једино од споменканитиса, а Фарук је два пута био јако узнемирен: први пут ради позива на суд, а други пут када му је живот био у торби ради Фуфетове борбе са терминаторима. Лада долази у Сарајево и среће се са Дамиром, али није сама. Ту је и Ладина мама. И Лада више неће бити сама. |
| 210                | 18                 | 21. октобар 2015. | Нова ТВ (ХРВ) | Фарук се потврђује као експерт за жене, а Изет за кућне помоћнице                 | Лада долази код Дамира, а мама је прати у стопу. Међутим, лудило Фазлиновићевог стана баш и није најбоље место уколико желите импресионирати некога ко је конзервативан. Сусрет са Изетом, Зору избацује из ципела, а онда још у ходнику сусреће Суаду која напола гола излази из Дамирове собе. Фарук се каје ради ноћи проведене са Суадом, иако се не сећа ничега. Моли Марију да му помогне око Сенаде. Суада, желећи се решити бившег момка измишља да је трудна са Фаруком. Та вест додатно закомпликује ситуацију свим члановима породице Фазлиновић. |
| 211                | 19                 | 24. октобар 2015. | Нова ТВ (ХРВ) | Изет се посветио вјери, а Фарук Суади                                             | Дамир набавља боцу специјалног розе вина из Херцеговине. За боцу тог вина, Изет је спреман учинити све, чак и ако то подразумева извести Зору на вечеру. Међутим, да би Зора пристала изаћи са њим, он се мора доказати као верник. Опремљен свом потребном реквизитом, Изет се налази са Зором на вечери. Он пије сок, Зора вино. Након друге боце вина, открива се да Зора и није баш тако чедна као што се представља. Иако то не личи на њега, Изет губи жељу за Зором те да би се извукао измишља лаж о импотенцији. Зора бежи главом без обзира, али на Изетову жалост и Бјанка. |
| 212                | 20                 | 26. октобар 2015. | Нова ТВ (ХРВ) | Рат до задње капи максузије                                                       | Ради састанка са Сафетом Билмезом око нове серије, Фарук одлучује окречити продукцију Акорд. Тај посао поверава Фуфету. Фуфету је добро ишло све док није почео чистити, а тад је све кренуло по злу. И док Фуфе потпуно девастира продукцију, Фарук и Соња, Милорадова ћерка кују план како да зауставе ескалацију сукоба између Изета и Милорада, чак им и најављују венчање. Међутим, након првобитног шока и одређене количине максузије, Изет и Милорад завршавају са песмом. |
| 213                | 21                 | 27. октобар 2015. | Нова ТВ (ХРВ) | Дупла вотка са једном кришком лимуна, двије коцке леда и мало бадема да се замези | Да би потписао уговор за нову серију, Фарук мора добити потврду Порезне управе да је подмирио своје порезне обавезе. Због тога је присиљен сам себи позвати инспекцију. Порезни инспектор поставља услов: или сву документацију дигитализовати или нема потврде. Како је Изет задужен за рачуноводство, расписује оглас за помоћника. Иако је Фарук хтео другачије, Изет запошљава Елму, а одлуци је пресудила мајица са Титовим ликом и суве смокве. Али Елма има једну ману. Не воли радити. Изет неће признати грешку, те све ради сам. |
| 214                | 22                 | 28. октобар 2015. | Нова ТВ (ХРВ) | У рату непријатељи, у миру још већи                                               | Припреме за снимање пилот епизоде су у току. Фарук је забринут јер немају новца којим би финансирали снимање. Костими су историјски, војне униформе из Другог светског рата. Међутим, Изет тачно зна ко те униформе крије у ормарима. У продукцију долази и Махмут како би снимио десет спотова за свој албум илахија и касида. Фарук то види као спас и шансу да дође до неких пара који су му преко потребни за снимање серије. Фуфе, да би лакше договорио детаље око снимања, тајно улива ракију у Махмутов чај. У Сан Рему се одиграва костимска проба. Власници униформи су и статисти. У ваздуху се осећа напетост, а врхунац достиже када пијани Махмут излазећи из WC-а угледа пун кафић статиста костимираних у припаднике разних војски из периода Другог светског рата. |
| 215                | 23                 | 31. октобар 2015. | Нова ТВ (ХРВ) | Кастинг је Изетово тешко бреме                                                    | Снимање се приближава, Мехо завршава сценографију, мање улоге су већ подељене. Остало је још питање ко ће играти Скојевку Драгицу - главну женску улогу. Како су у рату дозвољена сва средства, Лада је као „средство за добијање улоге“ изабрала Дамира, а Мубинино „средство“ је Фарук. Одлуку треба донети Изет те креће рат између оца и сина ко ће боље и више подмитити Изета. |
| 216                | 24                 | 2. новембар 2015. | Нова ТВ (ХРВ) | Одлазак Ескима                                                                    | Изет у планинарској опреми, опраштајући погледа Фарука док спава. Кријући сузе, поздрави се с Дамиром. Никоме није јасно где је отишао. Чак му је и мобилни телефон недоступан. Фарук и Дамир помишљају на најгоре. Како су све паре уложили у снимање пилот епизода те нису платили рачуне, у стану Фазлиновића нема ни струје, ни воде, а ни телефона. Фарук с великим нестрпљењем очекује позив Сафета Билмеза који му треба саопштити одлуку да ли ће телевизија откупити њихову серију. Уз светлост свећа, неколико боца максузије, Дамир и Фарук стрпљиво седе и чекају тај телефонски позив, али и Изета чији је мобилни телефон је и даље недоступан. |

### 9. сезона (2015−2016)
| Бр. еп. (у серији) | Бр. еп. (у сезони) | Датум емитовања    | ТВ емитер     | Назив                             | Сиже |
| ------------------ | ------------------ | ------------------ | ------------- | --------------------------------- | --- |
| 217                | 1                  | 3. новембар 2015.  | Нова ТВ (ХРВ) | Сред пушака бајонета              | Почело је снимање серије. У Сан Рему постављена је сценографија. Главне улоге додељене су Самиру, Авдији, Мубини, Ментору и Фуфету, а Фарук је за режисерском палицом. Подељени су и први хонорари. Сви су плаћени осим Фуфета - за њега, нажалост, није било довољно новца. Да би решио тај проблем, Фарук код Самира заложи свој сат како би му исплатио плату. Међутим, и Изету нестаје сат, па настаје фрка. Изет је у потрази за својим сатом, а кућна помоћница Шерифа има сат исти као и Изетов, али без посвете. |
| 218                | 2                  | 4. новембар 2015.  | Нова ТВ (ХРВ) | Страже око нас                    | У Сан Ремо долази Ламија, Авдијина ћерка која је у сукобу са оцем јер је привлаче старији мушкарци. Авдија мисли да Фарук нема среће са женама јер је превише обазрив, па га наговара на акцију. Фарук га послуша и излази са Гоцом, али му се на споју догоди мала незгода, те она повреди уво. Ламија моли Фуфета да јој пробуши уво. Фарук мисли да је упознавши Авдију нашао правог пријатеља којег је чекао цели живот. Међутим, све креће по злу када се у Сан Рему појави Ламија са омотаним увом. |
| 219                | 3                  | 8. новембар 2015.  | Нова ТВ (ХРВ) | Тихо креће наша чета              | Да би се мало опустио након напорног дана на снимању и стреса око финансија, Фарук припрема купку од мирисних соли. Фуфе, видевши Фарука у купци, са Изетом склапа договор - Фуфе ће Изету доносити бифтек сваки дан, а Изет ће Фуфету припремати мирисну купку. Фуфе је домишљат у набавци бифтека, све док га не ухвати сигурносна камера. Поново се води спор око старатељства над Џебром. Барбара сматра да Џебра код Фазлиновића само гледа цртаће и да то штетно утиче на њега, али управо тај аргумент на суду је искориштен за њену штету. И док Фазлиновићи одлуку суда прослављају уз бифтек, Фуфе седи у затвору. |
| 220                | 4                  | 9. новембар 2015.  | Нова ТВ (ХРВ) | Кроз Билећки крас                 | Авдија организује вечеру ретроспективе филмова Бориса Бубичка, познатог филмског редитеља. Да би импресионирао Аријану, привлачну уредницу културе, и да би доказао да прати модерне трендове, Фарук одлучује организовати тај догађај у свом стану. Све је како треба бити, канапеи и виски, присутна је сама елита, али Авдија долази са информацијом да Бубичко ипак неће доћи јер је у алкохолисаном стању. С друге стране, Марија не може изаћи на крај са пијаним Изетом којег су завезали у кухињи. Међутим, Бубичко се ипак појави у стану Фазлиновића, али завршио у Изетовом кревету. Коктел прераста у праву катастрофу када Изета представе као звезду вечери. |
| 221                | 5                  | 10. новембар 2015. | Нова ТВ (ХРВ) | Чује се одјек корака              | Стигли су рачуни, али Фазлиновићи финансијски баш и не стоје најбоље. Стога Изет одлучује распродати старе ствари како би скупио нешто новца. Међу старим стварима налази се и Џебрин бејбифон. Проверавајући његову исправност, случајно схвати да бејбифон хвата фреквенцију Милорадовог телефона. Изет проналази прилику да се освети, те помно прислушкује све разговоре између Милорада и његове девојке Жељке. Наравно, у томе и успева те завршава са Жељком у кревету. Да би импресионирао Неску, Фарук се хвали да је примио својег старог оца код себе у стан како би се бринуо о њему. Међутим, истина убрзо излази на видело. |
| 222                | 6                  | 11. новембар 2015. | Нова ТВ (ХРВ) | По камењу херцеговском            | Продукција Акорд има одређене организацијске проблеме, па је снимање због тога прекинуто. Изет касни са сценаријима, а Ментор, којему је Фарук поверио функцију кастинг директора, не може пронаћи црнца да глуми у серији. Иако је Милорад схватио да Изет прислушкује његове телефонске разговоре, Изет не одустаје. Сада прати његову пошту. И баш када помисли да ће поново успети у намери да му загорча живот, чека га врло неугодно изненађење. |
| 223                | 7                  | 14. новембар 2015. | Нова ТВ (ХРВ) | Хеј, хај, хој!                    | Кроз кадрове серије чија се радња догађа 1942. године пролазе тарзани, свемирци, нинџе, Индијанци и остали. Никоме није јасно зашто то Фарук ради, па на њега врше притисак, с једне стране директор телевизије, а с друге стране Изет. Нико ни не слути да иза тога стоји неморална понуда коју су Фаруку представили Авдија и Милена. Наиме, морају уништити телевизију како би је Рудолф Турковић, тајкун, могао што јефтиније приватизовати, а Фарук би добио милион. Изет ангажује Ђидо Мову да скупи доказе о Турковићевој корумпираности, како би га сместио у затвор и одвојио од Милене. Када Фарук ипак призна Изету о чему се ради, Изет покушава спријечити Ђидо Мову у представљању доказа тужилаштву, али прекасно. Турковић је ухапшен и ништа од милиона. Али ипак није све тако црно. Захваљујући надреалистичним елементима, серија је оборила рекорде гледаности! |
| 224                | 8                  | 16. новембар 2015. | Нова ТВ (ХРВ) | Далеко си завичају                | Снимање је заустављено јер Изет касни са сценаријима, а од умора чак доживљава и амнезију. Међутим, Дамир сматра да је тренутна амнезија била последица конзумирања лекова против холестерола које Изет пије након доручка, а доручкује пет јаја са сувим месом. Изет не верује да је холестерол проблем, па ради посебну наруџбину производа из Попова поља. У пакету је, осим масних сирева и сувог меса, и кутија шкије - херцеговачког дувана. Изет наговара Фарука да га проба, а Фарук који иначе није пушач, као наркоман се „навуче“ на дуван. До нове кутије је тешко доћи због полицијске контроле, али Дарко је ипак успева доставити. Самир и Фуфе баве се шверцовањем и, када полицијска рација упадне у Сан Ремо, Изет и Фарук у страху поједу кутију духана. |
| 225                | 9                  | 17. новембар 2015. | Нова ТВ (ХРВ) | Ми прогнани смо                   | Фазлиновићи су поново у финансијским проблемима. Изет стога је одлучио уложити своју уштеђевину за црне дане у деонице. Међутим, тај његов пословни подухват и не завршава баш најбоље. Фуфе је одлучио постати иноватор, али постоји мали проблем – све што он смисли углавном је већ отраније у употреби. Авдија моли Фарука да оде код његове бивше девојке и узме јакну коју је он заборавио, а Фарук код ње проводи ноћ. Сазнавши то, Авдија га гања са Фуфетовим изумом Сунет 2015. |
| 226                | 10                 | 18. новембар 2015. | Нова ТВ (ХРВ) | Прогнаше нас због злочина         | Јеврејска заједница расписује такмичење којим даје подстицаје за културне пројекте у висини од 20 хиљада евра, а услов је да су аутори пројекта чланови јеврејске заједнице. Изет у томе види своју прилику, па тражи од Самира да му набави лажни родни лист. Фаруку се идеја свиђа и разрађује детаље са Изетом. Дамир је љут зато што је Барбара добила улогу у серији, а не Лада, и зато их не жели подржати. Фарук разрађује све детаље, чак смишља говор добродошлице, те тражи некога ко ће му тај говор превести на јеврејски. Авдија се нуди да му то преведе. Али будући да је Авдија љут јер сматра да је изложен непотизму од стране Изета који све добре реплике даје својем рођаку Самиру, тај говор неће звучати баш онако како је Фарук замислио. |
| 227                | 11                 | 21. новембар 2015. | Нова ТВ (ХРВ) | Што те љубимо                     | Снимање серије у пуном је јеку. Нови лик у серији је Сафија, Хилмијина ћерка. Ту улогу је Дамир купио од Изета како би провео викенд сa Ладом. Изету у посeту долази његов стари пријатељ Славољуб, који је радио сa Изетовом покојном женом Ранком и њих двоје су често путовали заједно. С обзиром на то да Славољуб воли пиво, слуша Стонсе и ноћна је птица, Дамира све наводи на закључак да је можда он Фаруков отац. Фарук и Дамир се чак и развеселе тој идеји да не носе Изетов луди ген, али Изет ће их убрзо разуверити. |
| 228                | 12                 | 23. новембар 2015. | Нова ТВ (ХРВ) | Кроз прогонство и трпљење         | Барбара поново покреће случај код социјалне службе за старатељтво над Џебром, а као главни аргумент наводи лудило, лаж и разврат који влада у њиховој кући. Случај је додељен социјалној радници Азри. Фарук упознаје Азру у Сан Рему и на Маријин наговор јој се представља као холивудски продуцент и власник скупих спортских аутомобила. Азра је фасцинирана Фаруком те проводи ноћ са њим. Марија одлучује организовати вече стенд-ап комедије. Иако је Дамир забранио Фаруку да доведе Џебру, он је ипак сакривен испод степеница и прати наступ стенд-ап комичара, те упија сваку реч. Социјална радница и Барбара долазе у стан Фазлиновића. И док Изет на сваки могући начин покушава шармирати Азру, у дневној соби затекну Дамира и Џуричка како плешу танго. Да би катастрофа била још већа, у том тренутку долази и Фарук, а Џебра се нуди да изнесе свој стенд-ап монолог у којем имитира наступ стенд-ап комичара којег је чуо протекле вечери, али је ликове прилагодио члановима своје породице. |
| 229                | 13                 | 24. новембар 2015. | Нова ТВ (ХРВ) | Кроз тамнице мрак                 | Марија има новог момка, Ђолета. Ђоле је глумац и у серији глуми хомосексуалаца. Фарук је уверен да је он геј и у стварном животу. Да би то доказао Марији и Авдији, одлучи се пред Ђолетом претварати да је геј. Њихов разговор чује Матко Сплеткановски, познати музичар чији рад Фарук изузетно цени. Матко позива Фарука на забаву организовану њему у част. Фарук не крије одушевљење те се не одваја од Матка целу ноћ. Њихова фотографија је чак и објављена у новинама. Међутим, његова срећа је кратког века с обзиром на то да уз фотографију стоји Маткова изјава како се диви људима као што је Фарук који су спремни јавно говорити о својој сексуалности. |
| 230                | 14                 | 25. новембар 2015. | Нова ТВ (ХРВ) | Долази нам нови живот             | Фарука копка шта се десило дан пре него што је умрла његова мајка. Због тога пристаје да га Ђуричко хипнотизује, те сазнаје да је његова мајка Ранка имала љубавника и да их је Изет затекао у стану дан пре њене смрти. Мамурни Изет попије Фуфетову дрогу мислећи да је сода бикарбона, те доживљава клиничку смрт. У том тренутку он пролази кроз наставак приче од пре 40 година, где сазнаје детаље догађаја који су се одвијали у дневној соби док он није био у стану, те за њега прошлост добија сасвим нови смисао. |
| 231                | 15                 | 30. новембар 2015. | Нова ТВ (ХРВ) | Чујте му корак                    | Дамир је кренуо у посао са Самиром - продају ходометре. Будући да Изет има проблема с високим крвним притиском, Дамир му поставља ултиматум - или ће ходати пет километара дневно или иде у болницу. Међутим, Изет има решење за сваки проблем, па је тако овога пута пронашао решење у поштару Дарку. Фарука контактира холивудска продуценткиња Милица Милица са предлогом да режира филм у Холивуду. Иако је Милица Милица пуно млађа од њега, Фарук је уверен да је са њом некад давно имао морску авантуру. Међутим, био је толико пијан да се не може сетити како изгледа. И док он не жели добијати послове преко кревета, ни не слути да Милица Милица зове исто као и њена мајка. |
| 232                | 16                 | 1. децембар 2015.  | Нова ТВ (ХРВ) | Коњух планином вјетар шуми, бруји | Изет је смислио начин како да заради новац. За реализацију му је потребна једна псећа лобања и, за почетак, Самир. Годишњица је Сан Рема, па Марија припрема малу прославу. И сви су позвани на свечану вечеру: Фазлиновићи, Самир, Барбара, Авдија и Фуфе. И након што су сви закаснили, нису се могли суздржали да не отрачају Марију. Чувши то, Марија се увреди, па позвана екипа ипак остане гладна јер Марија комплетну вечеру која се крчкала неколико сати одлучи дати бескућнику. |
| 233                | 17                 | 2. децембар 2015.  | Нова ТВ (ХРВ) | Лишће пјева жаловите пјесме       | Да се од Изетових гена не може побећи доказ је ситуација у којој се Дамир нашао. Наиме, не може се одлучити између Барбаре и Ладе. Њих две сумњају да нешто није у реду, па се туку чак и у кадровима серије коју снимају. И док Изет поносно све посматра, Дамир се зноји у кружном току, а њих две се мимоилазе у стану. Међутим, дебљи крај ипак ће извући Дамир. |
| 234                | 18                 | 7. децембар 2015.  | Нова ТВ (ХРВ) | Јавори и јеле, борови и брезе     | Мурис организује турнир у билијару у Сан Рему. Фарук открива Фуфетов скривени таленат. Наиме, он је толико добар у билијару да је успио побиједити и прослављеног свјетског првака. Турнир долази као наручен и Фарук у томе види своју и Фуфетову шансу да дођу до награде од 5 хиљада марака. Фуфетов противник је Мурис који има методу како да Фуфету скрене пажњу. Да би избегао пиће са Изетом, Дамир лаже да је на семинару на Илиџи. Међутим, време проводи са Барбаром у соби. Пијани Изет чује Барбарин глас и закључује да је она довела љубавника у собу док је Дамир на семинару. Барбара љута одлази, а настаје још већа збрка кад се Лада појави у стану. Маријин отац је умро и она пепео намерава просути у Миљацку. Са Фаруком се договара да ће пепео за викенд просути са моста. Пепео ће завршити у Миљацки, али захваљујући Мехи и то преко канализацијске цеви. |
| 235                | 19                 | 23. децембар 2015. | ТВ Прва (СРБ) | Свијају се једно до другога       | Дамир је купио јакну од Самира у тајности. Но, да Изет не би видео јакну, он је ставио Лади под хаљину, те је Изет закључио да је она трудна. Фарукова слика је изашла у новинама. Ментор сматра да није добро што се о њима пише у суперлативу јер ће им конкуренција направити неку подлост. Фуфетова рођака Лили моли Фуфета да јој причува бебу. Фуфе, да не би пропустио дегустацију ћевапа, оставља бебу у продукцији да спава. Ментор проналази бебу и верујући да им је конкуренција подвалила бебу, носи је у стан Фазлиновића. Ту их дочекује еуфорични Изет који верује да је то Ладина беба. Збрка постаје још већа кад Фуфе украде Санелину бебу да би је подвалио као Лилину бебу. |
| 236                | 20                 | 24. децембар 2015. | ТВ Прва (СРБ) | Ноћ је шуму сву у црно завила     | У сценарију једне епизоде серије појављује се лик бебе, те Ментор као кастинг директор ангажује Санелину бебу да глуми. Санела је врло амбициозна мама и тражи од Фарука да беби повећа улогу. Спремна је на све па чак и да га одведе у кревет. А у томе и успева. Међутим, Фарук жели да се реши Санеле под хитно, но Санела се не мири са тим. Изет има нову женску - Дамирову бебиситерку. |
| 237                | 21                 | 25. децембар 2015. | ТВ Прва (СРБ) | Коњух стење, руши се камење       | Марији се пружа изванредна пословна прилика - богати Арапин јој је понудио да прода кафану. Његови услови су да се у објекту не точи алкохол и да се не дешавају туче. Фарук је у великом проблему, наиме Санелина породица, која је редовна тема црне хронике, је у потрази за Фаруком јер верују да је Санела трудна. Након што Фазлиновићи добију батине, Изет покушава да изглади ствар са Санелиним оцем, међутим када чује за мираз, Изет креће са плановима за венчање. У међувремену, Фарук Санели саопштава да је продукција банкротирала и да више неће снимати серију. Чувши то Санела се предомислила. Изетови планови падају у воду, али и Маријини јер се претучени Фазлиновићи окупљају у Сане Рему у моменту кад Арапин треба да купи кафану од Марије. |
| 238                | 22                 | 28. децембар 2015. | ТВ Прва (СРБ) | Мртвога другара, хусинског рудара | Самир продаје гитару на којој је свирао Хендрикс 1968. године. Фарук је скептичан, али купује гитару. Гитара је одлична, али Авдија и Фарук нису сигурни да ли је заиста Хендриксова, па истражујући дођу до податка да ипак није. Фаруку је доста Самирових превара, па чак ангажује Пајсера да од Самира поврати своје паре. Међутим, Авдија ипак долази до информације да их Самир није преварио, али нажалост касно. Изет има нову пословну идеју. Наиме, отвара први приватни универзални верски објекат. |
| 239                | 23                 | 30. децембар 2015. | ТВ Прва (СРБ) | Сахрањује чета пролетера          | У Сан Ремо долази Иван Гало, најбогатији тајкун у региону. Иван се поверава Марији да има проблем са ћерком која је докторка, а увек поред себе има неке пробисвете. Стога му Марија предлаже да покушају да споје његову ћерку са Дамиром. Ивану се допадне та идеја, те на Маријин наговор, одлучује Дамиру поклонити справу која му је неопходна да би његова ординација наставила са радом. Нико ни не слути да је Фарук у вези са Ивановом ћерком Јањом. Изет сумња да је Фарук педофил и када га види са Емицом, Јањином ћерком, спреман је на све па чак и да га убије. Ситуација постаје додатно компликована када се у стану Фазлиновића нађу Иван Гало са новинарима, али и Јања. |
| 240                | 24                 | 25. јун 2016.      | ТВ Б92 (СРБ)  | Кише јесење по гробу су лиле      | Серија се приводи крају, снимају се последње сцене. Ђоле помаже Марији да припреми храну и пиће за прославу задње клапе. И ако Марија покушава да убеди Ћолета да Фарук није педер, чињенице јој баш и не иду у прилог. Још кад Ђоле види Фарука и Авдију обучене као жене у продукцији, ништа га више не може разуверити. И док је екипа прослављала завршетак снимања, Изет је са ранцем на леђима, отишао на још једно своје ходочашће. |

### 10. сезона (2016)
| Бр. еп. (у серији) | Бр. еп. (у сезони) | Датум емитовања | ТВ емитер    | Назив                                                | Сиже |
| ------------------ | ------------------ | --------------- | ------------ | ---------------------------------------------------- | --- |
| 241                | 1                  | 26. јун 2016.   | ТВ Б92 (СРБ) | Ивер не пада далеко...                               | Кокузна времена су завладала код Фазлиновића. Због тога Јања моли оца да утиче да Фарукова продукција добије неки посао. Иван обећава помоћ иако сматра да Јањи и по годинама и по карактеру Дамир више одговара. Марија се такође слаже са тим, а након што проведу неко време заједно, хемија међу њима постаје све израженија. Јуре, који је поново изабран за директора телевизије, долази код Изета, а са пословном понудом. Појавиле су се негативне критике на Фарукову режију, те телевизија жели Изета али не и Фарука. Међутим, ситуација се у моменту мења, а све изненађује Изетова реакција. |
| 242                | 2                  | 27. јун 2016.   | ТВ Б92 (СРБ) | Шуга и љубав не могу се сакрити                      | Пала је прва клапа серије „Бегова кућа“ коју продуцира продукција Акорд. Екипа проверена — сценариста Изет, редитељ Фарук. Главне улоге: Самир, Авдија, Барбара, Лада и Фуфе. И док снимање лагано теће, хемија између Дамира и Јање је све изражајнија. Са друге стране Дамир сумња да је Фарук у тајној вези са Барбаром. Након што Јања види Сенаду у Фаруковом загрљају, Јања проводи ноћ са Дамиром, али ради Ладе, Јања ипак на крају остаје сама. Међутим, на крају, ова ситуација резултира антибиотском терапијом.                                                                               |
| 243                | 3                  | 28. јун 2016.   | ТВ Б92 (СРБ) | Боље врабац у руци, него голуб на балкону            | Изет позива Милену на шкампе са роштиља које би припремао на свом балкону. Међутим, има велики проблем са голубовима. Стога ангажује Меху да реши тај проблем, али безуспешно. Милена је велики љубитељ животиња и противник сваког насиља над њима. Међутим, када голубови покваре њихову романтичну идилу, Изет потпуно губи контолу, те интервенише пушком. Фарук и Дамир су у депресији јер и Јања и Сенада желе са њима да ступе у тајну везу, и то искључиво сексуалну. |
| 244                | 4                  | 29. јун 2016.   | ТВ Б92 (СРБ) | Бадава је добро сјеме, када је рђаво орање           | У Сарајеву се десило убиство. Убијен је Сенадин вереник Бане. Главни осумњичени је Фарук јер је претходну ноћ, потпуно пијан, претио да ће хладнокрвно убити Банета. Изет је и даље у рату са голубовима, те у налету беса голуба гађа пепељаром. Милена то види и назива га убицом пред инспектором. Изет признаје убиство, те они ослобађају Фарука. И док инспектор Мургић покушава да одгонетне ко је кога убио, Ђебра припрема рођенданску забаву. Као прави Изетов унук, одлучио је позвати што више званица како би добио сто више поклона.                                                        |
| 245                | 5                  | 30. јун 2016.   | ТВ Б92 (СРБ) | Ko пре ђевојци њему ђевојка                          | Изет не одустаје од Милене. Стога да би је импресионирао организује интензивну негу за голуба. Дамир да би пред Ладом доказао своју мушкост, послуша Изетов савет, те тражи од Самира да му исценира напад у Сан Рему. Дамирова представа неславно заврши обзиром да Дамир нападне потпуно погрешног момка. Фарук скупља храброст да се јави Сенади након смрти њеног вереника. Истовремено, охрабрује свог старог друга Игија који је у истој ситуацији, а ни не слути да би управо ради њега могао остати без Сенаде.                                                                                   |
| 246                | 6                  | 1. јул 2016.    | ТВ Б92 (СРБ) | Освета је најбоља када се сервира врела              | Милорад напокон има разлог да ликује. Наиме, овај пут је успео у својој намери да се освети Изету ради Жељке, те Изет остаје без Милене. Марија упозорава Фарука да Неска није идеална жена за њега, те му покушава помоћи. Ради те њене добре намере, Фарук раскида са Неском, али и Суада са Зораном. |
| 247                | 7                  | 2. јул 2016.    | ТВ Б92 (СРБ) | Ко високо лети...                                    | Серија „Бегова кућа“ постиже изврсне резултате. Због тога Јуре, директор телевизије, организује прес конфреренцију. Свима је до славља, изузев Фаруку. Чудно се понаша и одбија пиво, а још чудније након што попије Дамирове антидепресиве. Дамир је љубоморан на Барбару и Авдију, те позива Барбару код себе да уз свеће и вино поразговарају о Џебри. Изет се буни против Дамирове жеље да се помири са Барбаром, те поставља вајрлес камеру како би их шпијунирао и покушао спречити њихову везу. Гледајући снимке камере, открива да се Фарук дрогира.                                              |
| 248                | 8                  | 3. јул 2016.    | ТВ Б92 (СРБ) | Здрав човјек има хиљаду жеља...                      | Серија „Бегова кућа“ се и даље снима иако Фарук све лошије изгледа. Сви примечују да са њим нешто није у реду. Изет, шпијунирајући веб камером, открива да се Фарук дрогира. И то интравенозно. Стога убеђује Дамира да зове др. Ђуричка. Како Марији ништа не може промаћи, тако и овај пут, она завиривши у Јањину фасциклу сазнаје прави узрок Фаруковог лошег стања. |
| 249                | 9                  | 4. јул 2016.    | ТВ Б92 (СРБ) | ... болестан само 999                                | Фаруково стање је боље. Рак се повукао и нема ни метастазе, али Фарук то не говори Изету и Дамиру јер му је лепо што га услужују. Међутим ствари ће се закомпликовати када Дамир од Јање сазна истину. |
| 250                | 10                 | 5. јул 2016.    | ТВ Б92 (СРБ) | У лажи су кратке ноге                                | Фарук има нову девојку – Весну. Међутим, и није баш срећан јер мора Весну да прати на разним културним догађајима. Али након што га познати женски часопис прогласи најпожељнијим нежењом, он то види као идеалну прилику да остави Весну, а да не остане без секса... |
| 251                | 11                 | 6. јул 2016.    | ТВ Б92 (СРБ) | Ако живе скупа, животиње се заволе, а људи се замрзе | Фарук је, из страха да не остари сам, запросио Весну. Изет и Дамир га у томе овај пут подржавају. Изет му чак купује и прстен. Међутим, Веснина бака не жели да јој се унука уда. Бака се бави враџбинама, па грешком уместо на Фарука, баци клетву на Дамира. И док је Дамир осут, без зуба и у гипсу, Весна и Фарук ипак раскидају веридбу. Међутим, и Милена би да се уда, али Изет баш и не би. |
| 252                | 12                 | 7. јул 2016.    | ТВ Б92 (СРБ) | Добро је тешко видјети, а лако се позна              | Фарук би да се напокон скраси и ожени. Изет признаје да су погрешили са Сенадом и наговара Фарука да буде упоран. Можда би се Фарук и Сенада помирили, да Марија у жељи да направи Ђолета љубоморни, није пољубила Фарука. Изет и Дамир имају договор да сваки други дан уступају стан један другоме. Медутим, Изет је то... његове планове никакви договори не могу пореметити. |
| 253                | 13                 | 8. јул 2016.    | ТВ Б92 (СРБ) | Кад човјек тоне и за врело гвожђе се хвата           | Нова девојка се појављује у Сарајево. По занимању је чобаница из Шумадије. Изет и она разговарају, а Фарук, Дамир и Самир не могу очима да верују. Иста девојка после прилази Фаруку и говори да жели да га упозна, али на други начин од Изета. |
| 254                | 14                 | 9. јул 2016.    | ТВ Б92 (СРБ) | Гдје женско бучи, ту мушко мучи                      | На врата стана Фазлиновића долази девојка из Сан Рема, Јелена, која говори да је Изетова ванбрачна ћерка. Ради се ДНК анализа и испада да она јесте Изетова ћерка. Још кад каже да наручује ракију из Поповог Поља, Изет је 100% сигуран да је то његова ћерка. |
| 255                | 15                 | 10. јул 2016.   | ТВ Б92 (СРБ) | Док је раје и мука, биће и хајдука                   | Авдија је другачији на снимању серије. Мимена из правог живота и из серије, а понекад долази пијан. Фарук открива да је то због његове полусестре Јелена за којом је Авдија луд. |
| 256                | 16                 | 11. јул 2016.   | ТВ Б92 (СРБ) | Жена треба да је што глупља, а дрво што тврђе        | Авдија на све начине покушава да каже Јелени да је воли и зато је јури по целом граду, а она од њега константно бежи. Након тога говори Изету у лице да би хтео да се ожени Јеленом. |
| 257                | 17                 | 12. јул 2016.   | ТВ Б92 (СРБ) | Богатство мијења ћуд, ријетко на боље                | Фарук је у Сан Рему видео једну госпођу која је наследила богатство од свог мужа и показао ју је Изету, који већ зна поменуту. Међутим, касније се открило да је та госпођа своје богатство поделила у добротворне сврхе, а задржала своју пензију. |
| 258                | 18                 | 13. јул 2016.   | ТВ Б92 (СРБ) | Језик лаже, срце истину каже                         | Дамир покушава да учини Ладу љубоморном на Изетов савет да би тако све више ишла за њим. Међутим, Лада га је провалила и онда су завршили поново заједно. |
| 259                | 19                 | 14. јул 2016.   | ТВ Б92 (СРБ) | Гладан пас и на газду лаје                           | Зора бесна долази са Ладом код Фазлиновића са оптужбом да јој је Дамир направио дете. Лада одлази да ради тест на трудноћу у купатилу и тамо крене да попрска тест са неколико капљица воде да би доказала да није трудна, али тест упада у WC шољу. Тест у соби касније испада позитиван, али на особу која је последња користила WC шољу – Зору. |
| 260                | 20                 | 15. јул 2016.   | ТВ Б92 (СРБ) | Боље своје јаје него туђа кокош                      | Фуфета су ударила кола док је прелазио пешачки прелаз. Марија зове Мариофила да се подигне тужба и са њим смишља план да се подели зарада измађу Фуфета, њега и ње, али тако да Фуфе добије 10%. Међутим, касније долази до изненађујућег обрта. |
| 261                | 21                 | 16. јул 2016.   | ТВ Б92 (СРБ) | Дај ми знање, даћу ти имање                          | Милорад је смислио план како да испрепада Изета на смрт, а у исто време да му се освети што му је преотео Жељку. |
| 262                | 22                 | 17. јул 2016.   | ТВ Б92 (СРБ) | Без старца нема ударца                               | Фарук и Изет су у депресији јер дуго нису имали оно са неком женом. Када је Фарук чуо да др. Ђуричко има пацијенткињу која се пали на феминизиране мушкарце, кренуо је у лов јер је једна жена која је заборавила мобилни код др. Ђуричка дошла у Сан Ремо да га тражи, али испоставиће се да је то друга жена која воли мушкарце од 70 и преко 70 година. Изет забрањује доктору да је излечи. |
| 263                | 23                 | 18. јул 2016.   | ТВ Б92 (СРБ) | Жедан коњ воде не пробира                            | И Ментор је добио улогу у серији. Међутим, тужан је јер се нико није јавио на његов оглас за жену. |
| 264                | 24                 | 19. јул 2016.   | ТВ Б92 (СРБ) | Боље мртав пијан, него мртав тријезан                | Снимљена је и последња клапа сцена серије "Бегова кућа". Екипа се окупила да прослави задњу клапу. |

### 11. сезона (2020−2021)
| Бр. еп. (у серији) | Бр. еп. (у сезони) | Датум емитовања   | ТВ емитер     | Назив                                               | Сиже |
| ------------------ | ------------------ | ----------------- | ------------- | --------------------------------------------------- | --- |
| 265                | 1                  | 17. фебруар 2020. | Нова ТВ (ХРВ) | Ко те роди таквога!                                 | У кући Фазлиновића поново влада неред откад немају женске руке, међутим, Фарук није са њима јер се преселио у Шведску код стрица Исмета. Док се Изет бави уплаћивањем тикета, а Дамир максузијом, Џебра је преко Самира одлучио да пронађе кућну помоћницу. Фазлиновићи су имали више среће него памети јер им је као кућна помоћница дошла ниједна друга до Шефика. Марији се вратила омиљена муштерија – Фуфе. |
| 266                | 2                  | 18. фебруар 2020. | Нова ТВ (ХРВ) | Чему мијењати добре навике                          | Јелениним изненадним повратком у Сарајево настала је гунгула у кући Фазлиновића. Марија је одлучила да преко Фуфета унесе новитете у кафану, а Самир и Јуре да са њим оснују странку. |
| 267                | 3                  | 19. фебруар 2020. | Нова ТВ (ХРВ) | Ко ће ако нећемо ми                                 | Самир позива Изета да се прикључи њиховом политичком покрету. Изетов задатак је да устроји странку. Међутим, Изет жели постати председник странке и има план како да са те позиције "скине" Јуру. Чак и Шефику позива у председништво странке. Јелена покушава Дамира довести у ред како би упознао неку девојку. Нажалост, Дамир не може пратити њен темпо када је алкохол у питању, те неславно завршава. У међувремену Јелена упознаје Фуфета, те јој се јавља идеја како да и она искористи његово богатство. |
| 268                | 4                  | 20. фебруар 2020. | Нова ТВ (ХРВ) | Два пута су ми јуче бјежали                         | Шефика је у страху од миграната, а Јелена у мигрантској кризи види одличну пословну прилику. У тој намери ће јој помоћи Фуфе. Наиме, он добија задатак да нађе мигранте који би платили да их пребаце преко границе. Јелени није јасно зашто мигранти који су платили да их пребаце преко границе, покушавају побећи. Са друге стране полиција тражи двојицу лекара, Индијца и Пакистанаца, Дамирове колеге, који су у Сарајево дошли на семинар те им се губи сваки траг. И док се они баве мигрантима, Јуре покушава пребродити страх од камере да да интервју. Тим интервјуом ће једино Марија бити задовољна. |
| 269                | 5                  | 24. фебруар 2020. | Нова ТВ (ХРВ) | Видјет ћете, то је дама пар екселанс                | Шефика је запретила Изету да ће дати отказ ако Јелена и он наставе да доводе мушкарце односно жене. Док је Самир давао изјаву новинарки како би поправио испад који су Изет и Јуре имали дан раније код Марије у "Сан Рему", Јелена је срела своју другарицу Сабрину која се бави продајом сексуалних услуга. Невоља је настала када је касније Сабрину упознао Изет, а новинарка дошла у просторије странке и затекла Фуфета са лутком на надувавање. |
| 270                | 6                  | 25. фебруар 2020. | Нова ТВ (ХРВ) | Максузија, даје ти крила!                           | Јаков је изнео Марији предлог да од њега купи телевизор како би пуштала утакмице у кафани и тиме привукла још муштерија. Марија је имала само један проблем – није имала кабловску у кафани. Дамир јој је око тога помогао тако што је узео Фаруков кабл од 10 метара и повезао њен телевизор са својим пријемником. Све је кренуло као по лоју све док Шефика није променила канал да би гледала своју омиљену сапуницу. |
| 271                | 7                  | 26. фебруар 2020. | Нова ТВ (ХРВ) | Живимо овдје као часне сестре                       | Изет сазнаје да је оснивач и председник конкурентске странке његов комшија Милорад. Марија саветује Милорада да нађе некога ко је довољно богат и глуп да финансира његову странку. Са друге стране, Фуфе сазнаје да Јелена има девојку те кује план да нађе фрајера, како би Јелену учинио љубоморном. Управо због тога организује романтично пословну вечеру са Милорадом. И док Милорад покушава да наговори Фуфета да пређе у његову странку, Изет има план како да се освети Милораду. Но, неће све испасти онако како је Изет планирао. |
| 272                | 8                  | 27. фебруар 2020. | Нова ТВ (ХРВ) | Треба бјежати од кокузних чвака                     | Марија се боји да не пропадне јер је Фуфе постао веган. Све што му понуди, не задовољава његов истанчани укус. Изет је на картама изгубио 10 000 KМ, али не брине се пуно јер има план. И не само да врати паре Јакову, него и да зада ударац свом политичком противнику. Дамир има нову девојку, којој се чак и свиђа. Но, послушаће Изетов савет и као и увек, неславно завршити. |
| 273                | 9                  | 2. март 2020.     | Нова ТВ (ХРВ) | Малиша, малиша, бокца ти твога                      | Дамирова радост због понуде за место директора клинике и Изетова због могућих гласача из дијаспоре добила је неочекивани обрт када су њих двојица открили какав је у ствари човек који им је то понудио. |
| 274                | 10                 | 3. март 2020.     | Нова ТВ (ХРВ) | Мали ће положити анатомију, то је рачунај завршено  | Цели град је излепљен предизборним плакатима Милорадове политичке странке, а главни финансијер је Фуфе. Изет стога у помоћ зове Чомбета. Са друге стране, у граду се одржавају протести бораца. Самир и Изет желе то искористити у своју корист, а сазнају да је и Чомбе био борац у рату. Чак и новинаре позивају. Међутим, заборавили су проверити један детаљ - у којој је војсци Чомбе ратовао. |
| 275                | 11                 | 4. март 2020.     | Нова ТВ (ХРВ) | У шуми букви он је загрлио јавор                    | У стану преко пута Фазлиновића, Милена отвара агенцију за чишћење. Дамир и Изет верују да је Милена отворила агенцију за ескорт пратњу, те Дамир упозорава Изета да се не разбацује парама и да не користи њихове услуге. У међувремену, Милена нуди Изету своје услуге по акцији - први пут бесплатно, што Изет наравно прихвата. Сазнавши за то, и Дамир жели добити услугу те наговара Милену да девојка прво дође у његову собу. И док се Изет и Дамир препиру ко ће први, када отворе врата дочекаће их велико разочарење, а и Шефика је разочарана. |
| 276                | 12                 | 5. март 2020.     | Нова ТВ (ХРВ) | Kокузлук је прелазна болест                         | Јелена се вратила са путовања због недостатка новца. Фуфе је отишао у Америку зарадити, а Чомбе одједном постаје занимљив Јелени. Чим је Јелена схватила да је Чомбе сиромах, губи интерес. Беспарица се поново увукла у породицу Фазлиновић. У Сарајеву се одвија мафијашки рат, Самир, Дамир и Шефика праве добар посао. Милорад „отима“ Милену Изету испред носа, али Изет увек нађе начин да му се освети. |
| 277                | 13                 | 9. март 2020.     | Нова ТВ (ХРВ) | Имаш рефлексе ко печена риба                        | Чомбе и даље опседа Јелену. Фуфе је заглавио у затвору у Америци и остао без новца. Дамир је несрећан већ дужи период и Јелена му помаже да изађе из депресије. Изет је на милиметар да освоји Милену. Самир организује Бинго у Сан Рему, а Згембо му помаже. |
| 278                | 14                 | 10. март 2020.    | Нова ТВ (ХРВ) | Нисам ја нервозан, ја само уносим нервозу           | Изборна кампања се захуктава. Изет и Јуре се брину да им Самир, својим криминалним радњама, не уништи шансу. Међутим не знају да је Самир ухапшен, јер је украо пинг понг лоптице. Они на све могуће начине покушавају сачувати углед Партије. Чомбе је још увек луд за Јеленом. Дамиру се осмехнула љубавна срећа, Тијана је дошла у Сарајево баш због њега. |
| 279                | 15                 | 11. март 2020.    | Нова ТВ (ХРВ) | Велики је тај шведски џемат                         | Џебра се заљубио, али није све тако једноставно. Заљубио се у покривену девојку - Аиду. Као прави Фазлиновић, за љубав је спреман учинити све, чак се и окренути вери, али у проблему је, јер не зна како објаснити Изету. Џебра, Дамир и Шефика покушавају Изета искључити из Џебрине љубавне приче. Наравно да им то не успева. Бећир је поново у Сарајеву и Марија сазнаје да је он председник удруге хомосексуалаца. Бећир и даље пати за Чомбетом. |
| 280                | 16                 | 12. март 2020.    | Нова ТВ (ХРВ) | Јел то већ хвала Богу идете?                        | Џебра вером проширује видике, чита Kуран. Јелена Шефики открива свет онлајн трговине. Изет и Самир покушавају преко Бећира и његовог хомосексуалног удружења повећати број гласова за своју Партију. Тај план захтева Чомбетову жртву. У Сан Рему се појављује Бранко, Маријин бивши. Заводник, женскарош, који вотком покушава завести Тијану. У Сан Рему, исти дан, се појављује Николина, Бранкова жена и Маријина познаница из младих дана. Мухамед и Зумрета, Аидини родитељи, упознају Изета и то постаје прекретница у Џебрином верском животу. |
| 281                | 17                 | 13. март 2020.    | Нова ТВ (ХРВ) | Пијан у Бусовачи, исто тријезан у Хановеру          | Несташица је максузије, па су Изет и Дамир принуђени пити Маријину брљу. Чомбе у Сан Рему проналази Селманову банковну картицу. Селман је власник луксузне посластичарнице. Марија организује плесно вече, а Тијана и Дамир се договарају да заједно иду на плес. Међутим, Дамир је антиталент за било коју врсту плеса. Милорад преко свог синовца Слободана, који је председник студентског већа, организује студентски скуп у Сан Рему, са идејом да врбује студенте да гласају за његову странку. Скуп је дао Изету идеју како да те исте студенте врбује да дају глас за његову странку. Преко Дарка из Требиња набавља велику количину комоваче и уз Џебрину помоћ организује рејв парти. Шефика одлучује пронаћи нови посао и иде на разговор код Аксентија Буковице. |
| 282                | 18                 | 16. март 2020.    | Нова ТВ (ХРВ) | У Аустрији има да будемо агресивни!                 | Дан пред изборе, у току је предизборна тишина. Изет сматра да би било изузетно добро да се тај дан ипак огласе, али да не прекрше предизборну тишину. Дамир се покушава похвалити Тијани бројем жена у свом животу и у недостатку стварних измишља девојку по имену Марислеа Фуфундруповић. Испоставиће се да Марислеа стварно постоји. Чомбе жели доказати Марији да је експерт у мушко-женским односима. Јуре је председник голф савеза, чији чланови иду на турнир у Аустрију. Изет поновно има идеју! Трговачки путник Халид покушава продати Шефики миксер. |
| 283                | 19                 | 17. март 2020.    | Нова ТВ (ХРВ) | Може мисионарски, а може и нека друга позиција      | СПK је прошла изузетно лоше на изборима. Изет и остали покушавају наћи начин да се извуку из новонастале ситуације. Јелена је залудила мушки род, кућа Фазлиновића је затрпана цвећем. Дамиров пријатељ Др. Ђуричко је нови министар здравства, Дамир ту види своју шансу за посао. Самир у WC-у Сан Рема краде Ђуричков прстен, а Дамир жели Ђуричку нешто поклонити те зове Самира. Јуре и Шефика се зближавају, а Марија је љубоморна на њих. |
| 284                | 20                 | 18. март 2020.    | Нова ТВ (ХРВ) | Умјерено до претежно нормално                       | Дамир гледа порно филмове на интернетској страници Sex kontrol. Изет уводи екстремне мјере штедње. Укида кабловску ТВ, смањује потрошњу струје, кафа се пије само једном дневно, једино оставља Интернет због Џебриног факултета. Самир је осиромашио због пропасти странке на изборима. Ситуација га приморава да уђе у пословни однос са Ђидо Мовом. Џебра Изету открива гласовне команде за управљање рачунаром, а Дамир му открива назив странице са порнићима. Изетово ограничење конзумирања кафе се највише одражава на Шефику, која из подрума доноси мали решо и сакрива га иза завесе. |
| 285                | 21                 | 20. март 2020.    | Нова ТВ (ХРВ) | Шта ти је вријеме урадило, па њега убијаш?          | Јуре је заљубљен и волио би везу са Шефиком дићи на виши ниво. Но, Шефика има проблем са својим покојним мужем Шерифом. Ђуричко ће помоћи Дамиру да отвори клинику, ако му то одобри покојни Др Kарабајић. Изет добија идеју како да помогне Дамиру и Јури. Духови се призивају у стану Фазлиновића. Самир се окреће вери. |
| 286                | 22                 | 23. март 2020.    | Нова ТВ (ХРВ) | Само ме промућкаш, опет сам пијан                   | Самир се коцка са Јаковом. Џебра објашњава Дамиру како је марихуана корисна и на које се све начине може користити, чак и у облику колачића. Јуре и Шефика поједу пуну теглу Џебриних колачића, не знајући да су колачи са марихуаном. Љубоморна Марија покушава се осветити те моли Џебру за помоћ. Изет позива Марију да буде члан председништва Партије. Kако би дошао до карата за биоскоп, Самир побуди сумњу код Изета да има рак коже. |
| 287                | 23                 | 24. март 2020.    | Нова ТВ (ХРВ) | Сунце вам калајисано терористичко!                  | Експлодирала је бомба у некој пословној згради те Шефика сумња на тероризам. Сазнали су да је бомба експлодирала у просторијама противничке политичке странке, па је Изет у страху да и њима не подметну бомбу. Тај страх му појачава алкохол и јавља се параноја да је бомбу испоручио поштар. Самир и Џебра улаже у посао са пиротехником. Поштар доноси пакет без назначеног примаоца, а пијани Дамир га преузима. |
| 288                | 24                 | 25. март 2020.    | Нова ТВ (ХРВ) | У фрижидер ћу сјести и бријати се                   | Након што Марија поцепа уговор о даривању свог дела стана Јури, између ње и Шефике почиње рат. Чак се и на улици гађају лимуном и наранџама. Самир је осмислио нови бизнис. Продужни кабл је у Сан Рему, пуњење мобитела 10 KМ. Изет тражи од Јуре да му састави правни акт у којему пише да нико, ако он падне у кому, нема право донети одлуку да му се искључе апарати. Самиров бизнис је цветао све до тренутка када је Пајсер примио лошу вест. |
| 289                | 25                 | 26. март 2020.    | Нова ТВ (ХРВ) | Пало је тржиште малтезера у чабар                   | Бећир је на турнеји у Сарајеву, а повео је и свог малтезера Хрвоја. Хрвоје му смета и жели га продати. Једино му Самир може помоћи у продаји. Згембо се заљубљује у Јелену. Изет је дужан Јакову 2.500 KМ и нема начина да му их врати. Јаков му прети батинама. Јелена му нуди новац, али Изет као Изет прво би волио окренути лову, па тек онда вратити Јакову дуг. Шефика чита у новинама како је Требевић пун тартуфа. Изет одлучује да уложи 2.500 KМ у пса Лагото Ромањола и да се обогати на тартуфима. Изет купује Ђузепа, верујући да је Логато Ромањола, од Самира наравно. |
| 290                | 26                 | 10. април 2021.   | Нова ТВ (ХРВ) | У твојим годинама кости тешко зарастају             | Изет је још увек дужан Јакову. Велика је вероватноћа да ће добити батине уколико му брзо не врати новац. Тијана је дошла у Сарајево да види Дамира. И њен отац, најуспешнији бизнисмен у региону, је такође у Сарајеву. Изет у њему види решење својих проблема са Јаковом и наговара Јелену да га обрлати. Јелена се заљубљује. |
| 291                | 27                 | 11. април 2021.   | Нова ТВ (ХРВ) | Никада није луђа војска земљом марширала            | Јелена се вратила из Мадене. Изет је срећан јер је Јелена у вези са Иваном. Сматра да је то његова трансакција живота. У тој вези он види спас из коцкарских дугова. Дамир се нервира ради Изетовог лаптопа који не ради како треба. Самир продаје лаптоп које је Милорад вратио, те Дамир у томе види изврсну прилику да за мале паре купи лаптоп. Међу њима је Иванов лаптоп, који садржи врло поверљиве податке. Дамир и Самир уцењују Ивана. Јелена одлучује изненадити Ивана, а Шефика провести ноћ у хотелу са Јуром. |
| 292                | 28                 | 17. април 2021.   | Нова ТВ (ХРВ) | Мене све заобиђе изузев будала                      | Јаков нуди Марији да купи парфем. Парфем је најновији хит, са нотом кестена. У стану Фазлиновића су се појавиле бубе, те Изет ангажује службу за дератизацију. Стан се мора запрашити и запечатити на неколико дана. Стога Изет одлучује да себе и Дамира пресели у Акорд на пар дана. Шефика пакује Дамира. Паре које су добили уцењујући Ивана, Самир и Дамир улажу у акције преко брокера Недељка. Дамир има проблем како да дође до својих пара које су остале у запечаћеном стану. У међувремену, Јаков наговара Згембу да му направи књигу јер верује да је он рођени модел. Самир почиње сумњати да се Недељко дрогира и наговара Дамира да повуку уложени новац без обзира на губитак.                                                                               |
| 293                | 29                 | 18. април 2021.   | Нова ТВ (ХРВ) | Тачно има да полудим нормално                       | Изет је бесан ради високих рачуна. Поново уводи рестрикције, а у налету беса скинуо је и све чесме у кући. Марија је поднела захтев за усвајање детета, те је посећује социјална радница. Како би стекла утисак о Марији и условима у којима би дете требало одрастати, обилази Маријин стан, али и Сан Ремо. Јавно износи своје незадовољство свиме што је видела. И таман кад Марија помисли да је изгубила битку, социјалну радницу у главу погоди чесма коју је Изет у налету беса бацио. Соња доживљава амнезију, те Марија у томе види своју шансу. Наравно, у томе јој помаже Самир. Дамир има интервју за посао, те трему лечи алкохолом. Кренуо је на интервју, али је остао заглављен у јавном wc-у. Пошто је потпуно пијан заспао, пробудио се у Бихаћу.          |
| 294                | 30                 | 24. април 2021.   | Нова ТВ (ХРВ) | Трава почела по глави да ми расте                   | Фазлиновићи су покрадени. Из подрума им је украдена максузија, те Дамир одлучује реновирати подрум. Приликом обиласка подрума, остаје заглављен у њему. Ту ће провести три дана. Џебра је упознао Маријину пријатељицу Елеонору и са њом ступа у везу. Марија га упозорава да је она опасна. Џебра Марији продаје максузију, међутим, када Изет сазна не пише му се добро. |
| 295                | 31                 | 1. мај 2021.      | Нова ТВ (ХРВ) | Паре су ти једно обично богатство                   | Изет је прокоцкао Дамиров новац, а за разлику од њега Згембо, сасвим случајно, осваја велики добитак на рулету. Дамир је бесан јер му је Изет прокоцкао 15000 KМ, а Изет пада у несвест. Сви верују да је имао мождани удар. Самир има идеју како Згембо да уложи новац, да оствари свој дечачки сан. Марија представља Мирзу, свог усвојеног сина, али је несретна јер је Мирза јако ћутљив. Све би направила да је почне звати мама. |
| 296                | 32                 | 8. мај 2021.      | Нова ТВ (ХРВ) | Требају ми субјектове усране гаће и смрдљиве чарапе | Марија жели упознати свог биолошког оца. Самир јој одлучује помоћи, те зове Ђидо Мову. Милена говори Шефики да је нашла љубав свог живота. Изет стога ангажује Ђидо Мову како би ископао прљави веш Милениног новог момка. Згембо је добитник плакете града за храброст. Наиме, сви верују да је он храбро разоружао пљачкаша банке. Изет, наравно у тој вести види начин да рекламира своју странку. Међутим, ускоро ће се појавити и снимак са сигурносне камере банке, који ће показати како је то Згембо разоружао пљачкаша. Марија је срећна што је нашла тату, а тата јер је нашао блиског сродника који би му могао донирати бубрег. |
| 297                | 33                 | 15. мај 2021.     | Нова ТВ (ХРВ) | Ја сам потпуно изгубила конце                       | Изету је одузета возачка ради вожње у пијаном стању. Јелена има план како да помогне Изету да вози без возачке дозволе. Самир и Згембо имају план да организују борбе паса. Општина додељује награду за најлепше уређен балкон. Kако нема свој, Шефика уређује балкон Фазлиновића са надом да ће освојити награду. Марија организује прославу рођендана. Сви су позвани, чак и Барбара. Дамир представља Јелену као своју девојку, а Барбара кад то чује доживљава нервни слом. |
| 298                | 34                 | 19. јул 2021.     | Нова ТВ (ХРВ) |                                                     | Kод Изета долази Нихад Фазлиновић, син Изетовог брата Исмета. Нихад доноси лоше вести. Исмет је болестан и треба му 100 хиљада евра за трансплантацију срца. Изет организује акцију прикупљања новца за лечење. Сви учествују у акцији, али заборављају да је и Нихад Фазлиновић. У Сарајеву се догодило масовно тровање пилетином у ресторанима. Порекло пилетине је, наравно, од Самира. Дамир инсистира на традицији играња стоног тениса са Џебром. Џебри се не игра јер га је Дамир годинама, још као мало дете побеђивао и онда ликовао. Међутим, сада долази до обрта, те Џебра почиње да побеђује Дамира, што овај јако тешко подноси. |
| 299                | 35                 | 20. јул 2021.     | Нова ТВ (ХРВ) |                                                     | Марија се прехладила, те често одлази у тоалет. Ту ситуацију многи искориштавају како би се почастили пивом. У међувремену, један од гостију доживљава срчани удар, те у Сан Ремо долази хитна помоћ. Доктор из хитне помоћи је Маријина школска љубав. Ради одласка у тоалет, Марија не стиже да му узме број телефона. Како би га поново видела, одлучује искористити Дамирову фобију од бубашваба и Згембину алергију на јагоде како би хитна помоћ поново дошла и она поново срела своју школску љубав. Изет добија мистериозни пакет у којем је књига која говори о дуалном свету злочина. Он верује да му је неко послао књигу како би га упозорио да га Дамир намерава убити.                                                                                         |
| 300                | 36                 | 21. јул 2021.     | Нова ТВ (ХРВ) | Тата ти је никакав, некакав и кахарли               | Ђидо упозорава Марију да ако жели пословати у току лета, обавезно угради климу. Марија схвата да је Ђидо у праву, те се одлучује за ту инвестицију. Чомбе шаље пакет с дрогом који Згембо треба предати Пајсеру. Ђидо упозорава Згембу на рације које тренутно спроводи полиција. У просторије странке долази полицајац како би се учланио у странку. Видевши га, у налету паничног страха, Згембо просипа дрогу кроз прозор. Та дрога преко клима уређаја доспева у Сан Ремо у тренутку кад је кафана пуна. |

### 12. сезона (2021)
| Бр. еп. (у серији) | Бр. еп. (у сезони) | Датум емитовања     | ТВ емитер     | Назив                                                  | Сиже |
| ------------------ | ------------------ | ------------------- | ------------- | ------------------------------------------------------ | --- |
| 301                | 1                  | 10. септембар 2021. | Нова ТВ (ХРВ) | Љута храна пече пута два                               | Ђидо Мова преузима случај и истражује неверство мале Тиџе, супруге Асафа Kлизовића, ситног преваранта, који је због крађе неколико пумпи за дојиље завршио у затвору. Марију пуштају из затвора. Изет одржава састанак кућног савета на којем, на себи својствен начин, објашњава финансијску ситуацију у којој се налазе. Дамир, Џебра и Шефика су потпуно шокирани његовим идејама за излазак из кризе. Шефика је одлучила да се храни у фаст фуду, јер јој се то више исплати. Марија у Сан Ремо уводи нову врсту пива, да би га се решила организује такмичење у изједању љутих пилећих крилаца. |
| 302                | 2                  | 13. септембар 2021. | Нова ТВ (ХРВ) | Каква демонстрација силе                               | Мехо и Згембо су у просторијама странке. Згембо саопштава Мехи да је опљачкао трафику. Џебра има нову ђевојку Ему. Дамир се интересује за згодну зубарку Данку Муратовић, коју је угледао код Марије у Сан Рему. Ема не жели имати интимне односе са Џебром из „хигијенских“ разлога. Згембо жели лажну личну карту, јер не жели у затвор због пљачке. Мехо препоручује Џебри доктора Здравка, који ће решити његов „проблем“. Мехо је постао члан партије СПK. |
| 303                | 3                  | 14. септембар 2021. | Нова ТВ (ХРВ) | Мој ректални интегритет би у затвору био угрожен       | Згембо је завршио у затвору. Трафику је опљачкао подстакнут лошим финансијским стањем партије. Изет наговара адвокака Јуру да извуче Згембу из затвора. Изет добија телефонски позив из старачког дома у који је смештен Згембин отац. Марија ангажује Јакова, као професионалног фотографа, да јој направи фотографије хране за мени. Шефика је савршено средила стан, али се Изет бахати и поново прави хаос. Изет добија позив из магазина БХ Менаџер, хоће да направе интервју са њим. Поново тера Шефику да почисти стан. Полицајац код Џебре у џепу проналази пакетић марихуане. |
| 304                | 4                  | 15. септембар 2021. | Нова ТВ (ХРВ) | Нема закона да леш човјека не смије бити у кухињи      | Шефика гледа Изету у шољицу и види добитак у 8 и 10. Дамир чита Изету хороскоп где му је прогнозиран финансијски добитак. Изет фалсификује штедну књижицу и прикључује се партији покера, коју је организовао Јаков. Превара је откривена и Изет је Јакову дужан 5000 KМ. Санитарни инспектор долази у Сан Ремо. Згембо објашњава Јури да му треба адвокат, но овај га не жели слушати. Kада Изет сазна о чему је реч, преузима ствари у своје руке. Згембо, Изет и адвокат Средоје Гузина разговарају о тестаменту и условима. Згембо може наследити новац, само ако се ожени. Изету сине идеја, идеална супруга за тај фиктивни брак је Шефика. Венчање је организовано у Сан Рему, а матичар је Идриз, старац од 90 година. |
| 305                | 5                  | 16. септембар 2021. | Нова ТВ (ХРВ) | Све се правним путем може ријешити                     | Јуре је љут на Шефику, јер се удала за Згембу. Згембо у Сан Рему великодушно троши новац од наследства. Шефика притиска Изета да организује развод што пре. Сви би требали, по пређашњем договору, имати финансијску корист. Џебра прави интернет профил Сан Рема како би се Марији побољшао промет. Изет никако да дође до Згембе, а Јаков му виси за вратом због дуга. Дамир је уловио Згембу, али Згембо неће да се разведе. Џебра и Ема смишљају како да преваре Емине родитеље и на рачун тога зараде неки новац. Јуре открива грешку у уговору. |
| 306                | 6                  | 17. септембар 2021. | Нова ТВ (ХРВ) | Мехо да га зашарафа на зид                             | Јуре је приморао Згембу на развод. Изет има пуну торбицу новца. Мехо монтира 6 реза на врата, да би се Изет осећао сигурним. Јуре предлаже Шефики да да отказ и да је упозна са финансијским саветником. Чаробњаком за инвестиције. Дамир поново превише пије. Мехо тражи од Згембе капитал да уложи у посао. Изет у потпуној параноји, набавља сеф. Згембо купује мотор. |
| 307                | 7                  | 8. новембар 2021.   | Нова ТВ (ХРВ) | Хало, Џордан, хај молим те мало тамо на помоћни терен! | Јуре и Шефика су покрадени. Специјалци су ухитили Меху и Изета. Из затвора ће га извадити Јуре, али то ће га скупо коштати. Фуфе се вратио из Америке јер му је тамо пропао бизнис. У Дамиров живот се поново враћа Барбара. Јуре тражи мишљење од Др. Ђуричка. Жели прогласити Изета неурачунљивим. Згембо упознаје Фуфета, аутоматски постају ривали и заказују двобој. Изет је проглашен неурачунљивим и завршио је у болници. |
| 308                | 8                  | 9. новембар 2021.   | Нова ТВ (ХРВ) | Једва сам га замјетио у шумици                         | Јуре тражи од Изета 50.000 KМ или ће им узети стан. Дамир је украо новац из Изетовог сефа. Изет не види други излаз из ситуације, осим да наплати премију осигурања. Дамир је и даље луд за Барбаром. Згембо је несретан, јер не може наћи жену. Главни узрок је хендикеп око кога ће му помоћи Мехо. Марија помаже Шефики да одабере секси рубље. Док се Изет бори са наплатом осигурања, Дамир и Барбара обнављају своју везу. |
| 309                | 9                  | 10. новембар 2021.  | Нова ТВ (ХРВ) | Обећавам да ћу од Миљацке направити Неретву            | Дамир покушава увести Барбару у Џебрин живот. Јуре жели купити стан за новац који је добио од Изета. Изетова предизборна кампања се захуктава, али он има достојног противника. Kонце му мрси дугогодишњи ривал Милорад Чичић. Мехо игра двоструку игру. Згембо набавља „шоље за канцеларију“. Џебра прихваћа обновљени однос између Дамира и Барбаре. Барбара поново одлази, овај пут са свим новцем из ташне. Полиција хапси Изета и Милорада. |